# Rheinberg
Rheinberg (Nederlands, verouderd: Rijnberk, Berck of Rijnberg) is een Duitse stad en gemeente in de deelstaat Noordrijn-Westfalen in Kreis Wesel. De gemeente telt 30.933 inwoners (31 december 2020) op een oppervlakte van 75,16 km².
De plaatsnaam wordt door de inwoners uitgesproken met de klemtoon op de tweede lettergreep, dus Rheinberg.

## Stadsindeling en bevolkingsgegevens

### Wapens

Wapen Rheinberg
Wapen van de v.m. stad Orsoy
Wapen van de v.m. gemeente  Borth
Wapen van de v.m. gemeente  Budberg

### Stadsindeling en bevolkingscijfer
De gemeente is onderverdeeld in vier stadsdistricten (Stadtbezirke), die 15 zogenaamde Wohnplätze (buurten, dorpen of steden) omvatten:
- Stadtbezirk Borth: (7.314 inwoners)
  - Borth, 9 km ten N (noorden) van Rheinberg-stad
  - Wallach, ten O van Borth in de uiterwaard van de Rijn
  - Ossenberg, 4 km ten N van Rheinberg-stad
- Stadtbezirk Rheinberg: (15.993 inwoners)
  - Rheinberg-centrum incl. Lützenhof
  - Annaberg
  - Millingen (tot 1975 deel van de gemeente Alpen; 2.445 inwoners[2] ); 3 km ten NW van Rheinberg-stad
  - Winterswick, direct ten Z van Rheinberg-stad
  - Alpsray, 4 km ten ZW van Rheinberg-stad, aan de zuidwestkant van de A57
  - Xantener Straße incl. Binnenfeld
  - Mühlenhof
- Stadtbezirk Budberg: (4.724 inwoners)
  - Budberg, 2–3 km ten ZO van Rheinberg-stad
  - Eversael (ca. 800 inw.), 4 km ten O van Rheinberg-stad
  - Vierbaum, 3 km ten W van Orsoy
- Stadtbezirk Orsoy: (4.177 inwoners)
  - Orsoy, 7 km ten ZO van Rheinberg-stad
  - Orsoyer Berg

Het aantal inwoners, in totaal 32.329, van wie 15.842 als man en 16.487 als vrouw stonden geregistreerd, is ontleend aan de gemeentewebsite. Peildatum: 23 september 2020.

### Religie
- Rooms-katholieken: 12.601
- Evangelisch-luthersen: 8.997
- Overigen, incl. atheïsten: 10.731

Bron: zie boven.

## Ligging, infrastructuur
De stad ligt op de westelijke, stroomafwaarts varend gezien linker, oever van de Rijn en wordt tot de westelijke periferie van het Ruhrgebied gerekend. Aan weerszijden van de Rijn liggen in Rheinberg, Orsoy en omgeving diverse vogelreservaten.

### Naburige steden
Rheinberg ligt 8 km ten noordoosten van Kamp-Lintfort, 15 km ten zuiden van Wesel, 11 km ten noorden van Moers en circa 16 km ten noordwesten van Duisburg. 

### Wegverkeer
De gemeente ligt enkele kilometers ten noorden van Kreuz Kamp-Lintfort in de Autobahn A42 (waar de dichtstbijzijnde Rijnbrug is) en bij afrit 7 van de Autobahn A57 (E 31), alsmede  aan de Bundesstraße 57 naar Xanten en Kleef,  en aan de Bundesstraße 510 naar Kamp-Lintfort. Bij het noordelijke stadsdeel Borth kan men van de B 57 rechtsaf over de Bundesstraße 58 de Rijn oversteken naar Wesel.

### Openbaar vervoer

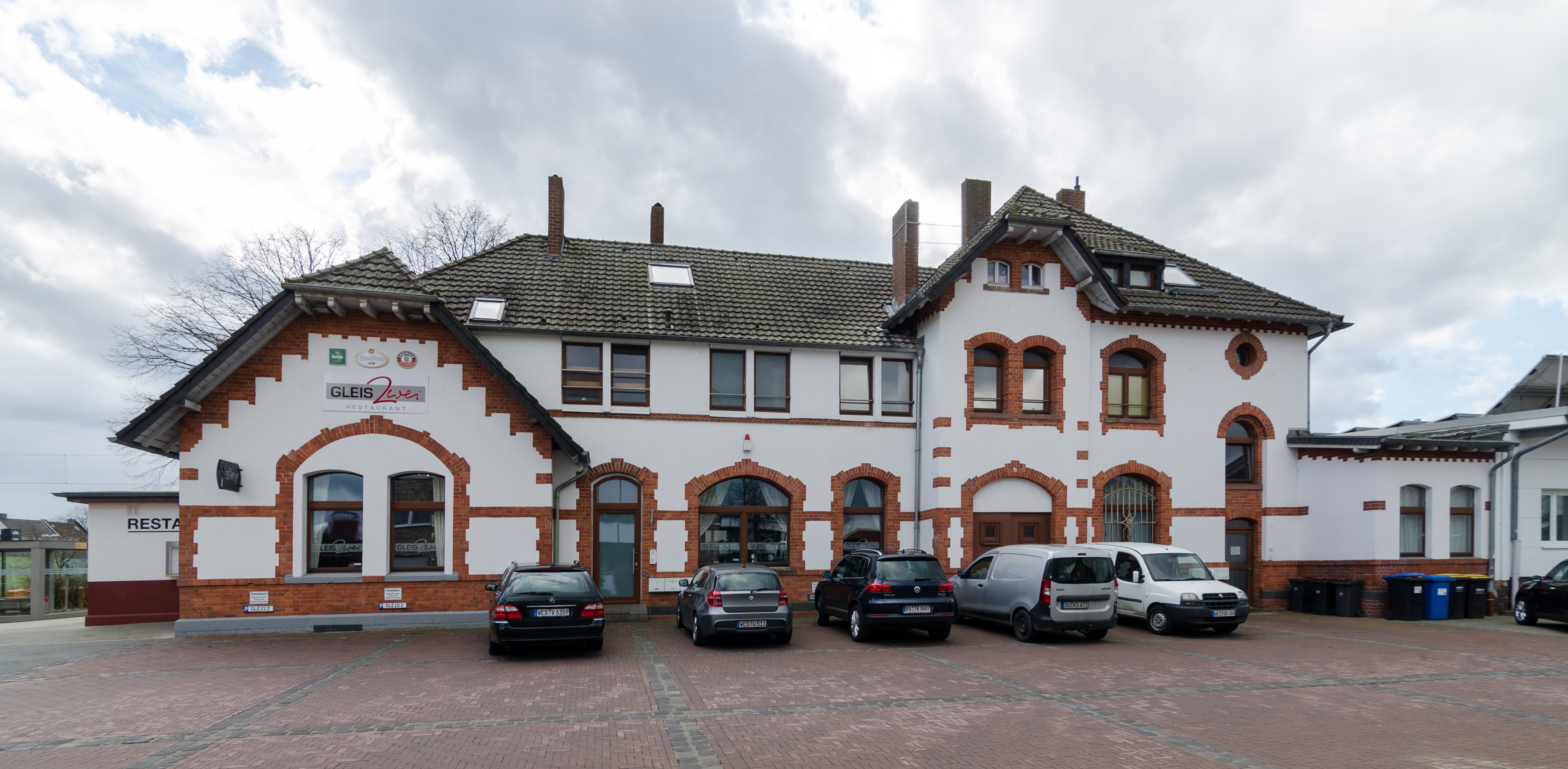
Station Rheinberg
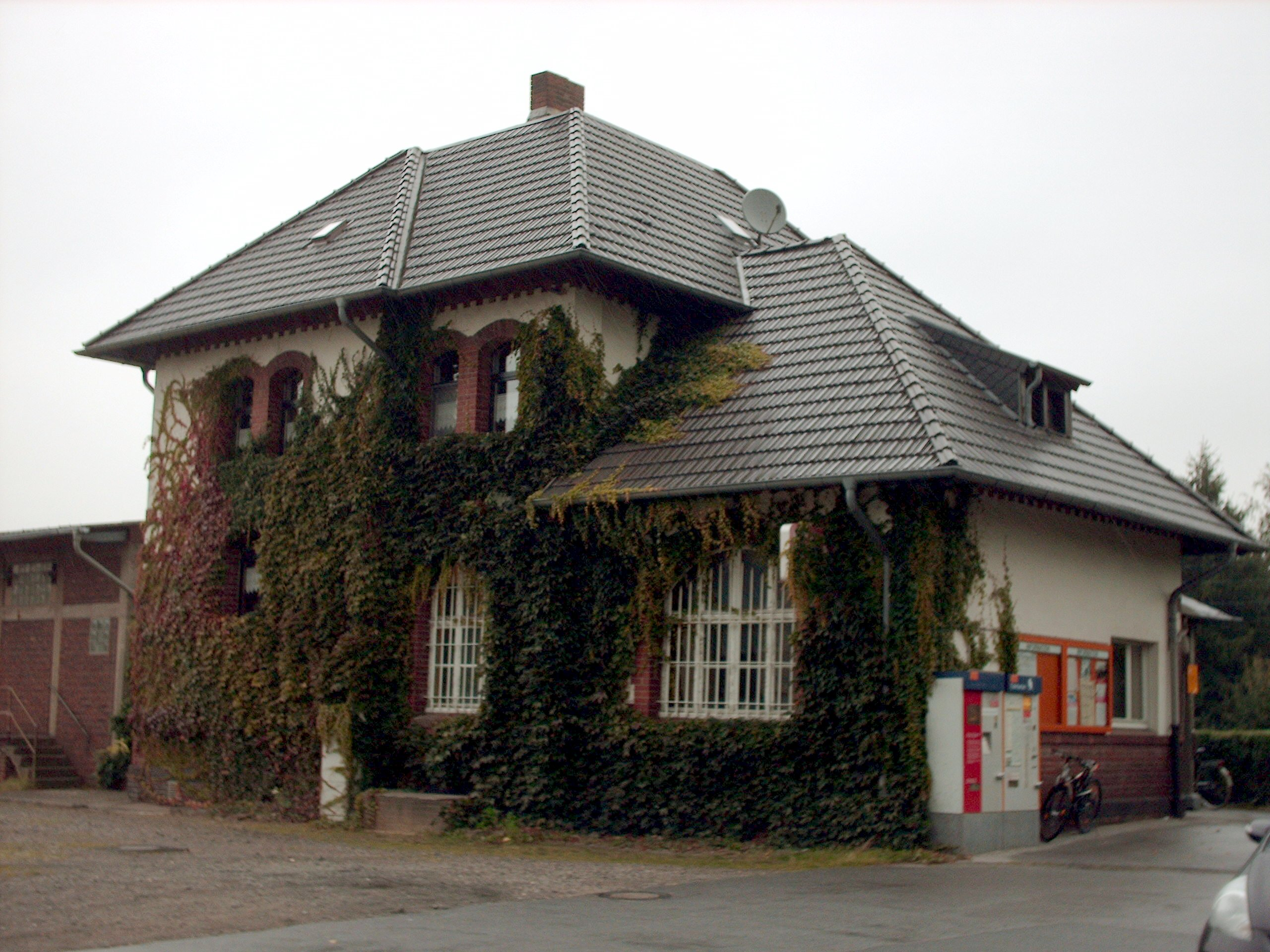
Station Millingen bei Rheinberg

Aan de in 1904 geopende spoorlijn Rheinhausen - Kleef liggen binnen de gemeentegrenzen twee stations: Station Millingen bei Rheinberg en Station Rheinberg (Rheinl).  Op het eerste daarvan stoppen vooral goederentreinen, maar ook 1 x per uur een stoptrein voor reizigersvervoer.  Station Rheinberg wordt ook alleen door deze stoptreinen aangedaan. Dit station ligt ten westen van het stadscentrum. Dicht erbij ligt het ZOB (busstation).
Rheinberg heeft tamelijk frequente busverbindingen met Xanten, Wesel, Kamp-Lintfort en Moers. Daarnaast rijden er enkele scholierenbusdiensten en één lokale belbus.

### Waterwegen
De stad is via een 2 km lange zijarm verbonden met de Rijn, en bezit twee binnenhavens voor vrachtschepen, en wel te Ossenberg, Rijnkilometer 806, voor met name de overslag van zout en kalksteen voor de soda-fabricage, en te Orsoy, rondom Rijnkilometer 794, voor steenkool en andere bulkgoederen.
Van Rheinberg-Orsoy naar Duisburg-Walsum vaart een veerpont, waarmee ook auto's overgezet worden (Rijnkilometer 793).

## Economie

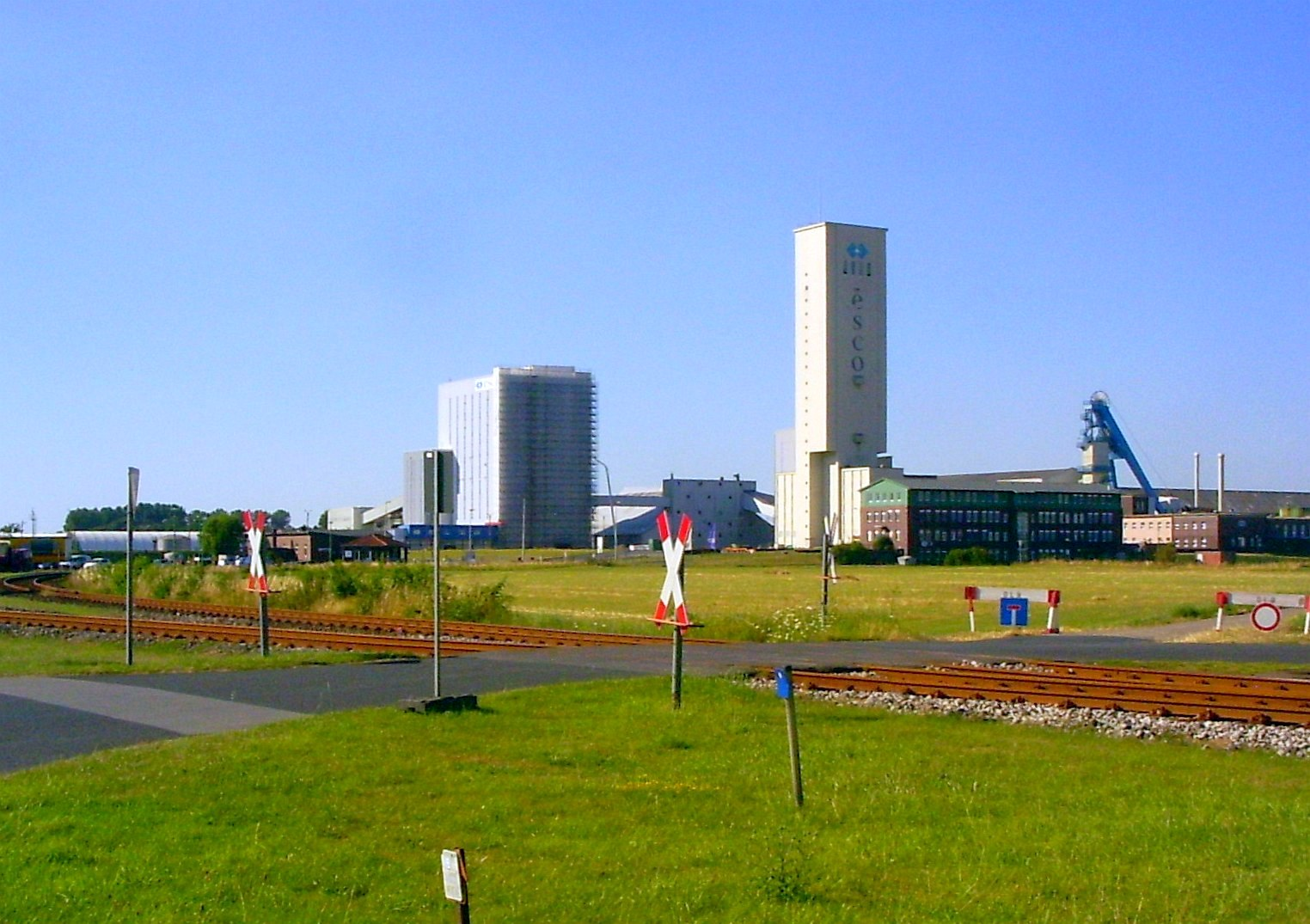
Zoutmijn te Borth (2014)
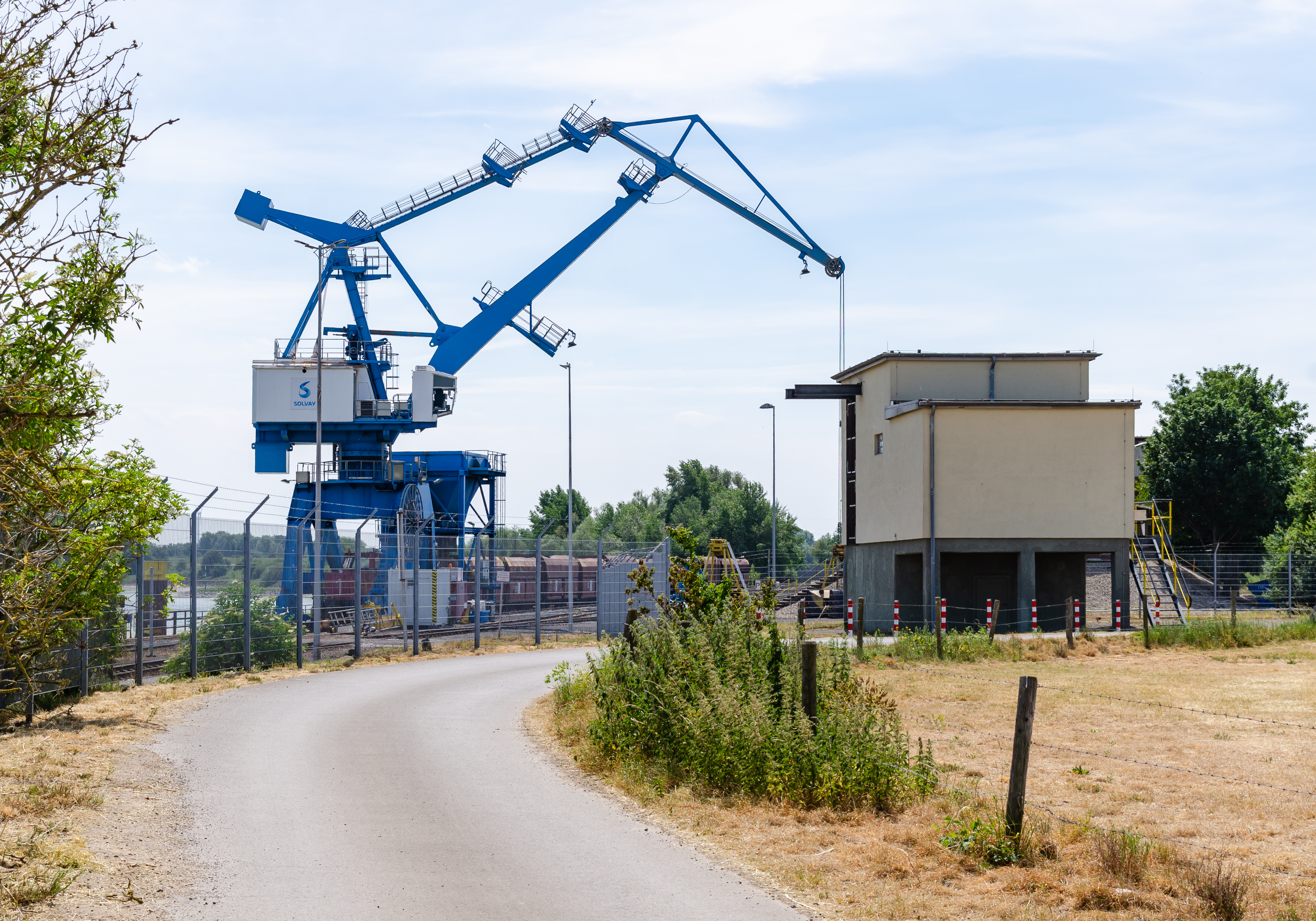
Industriehaven Ossenberg
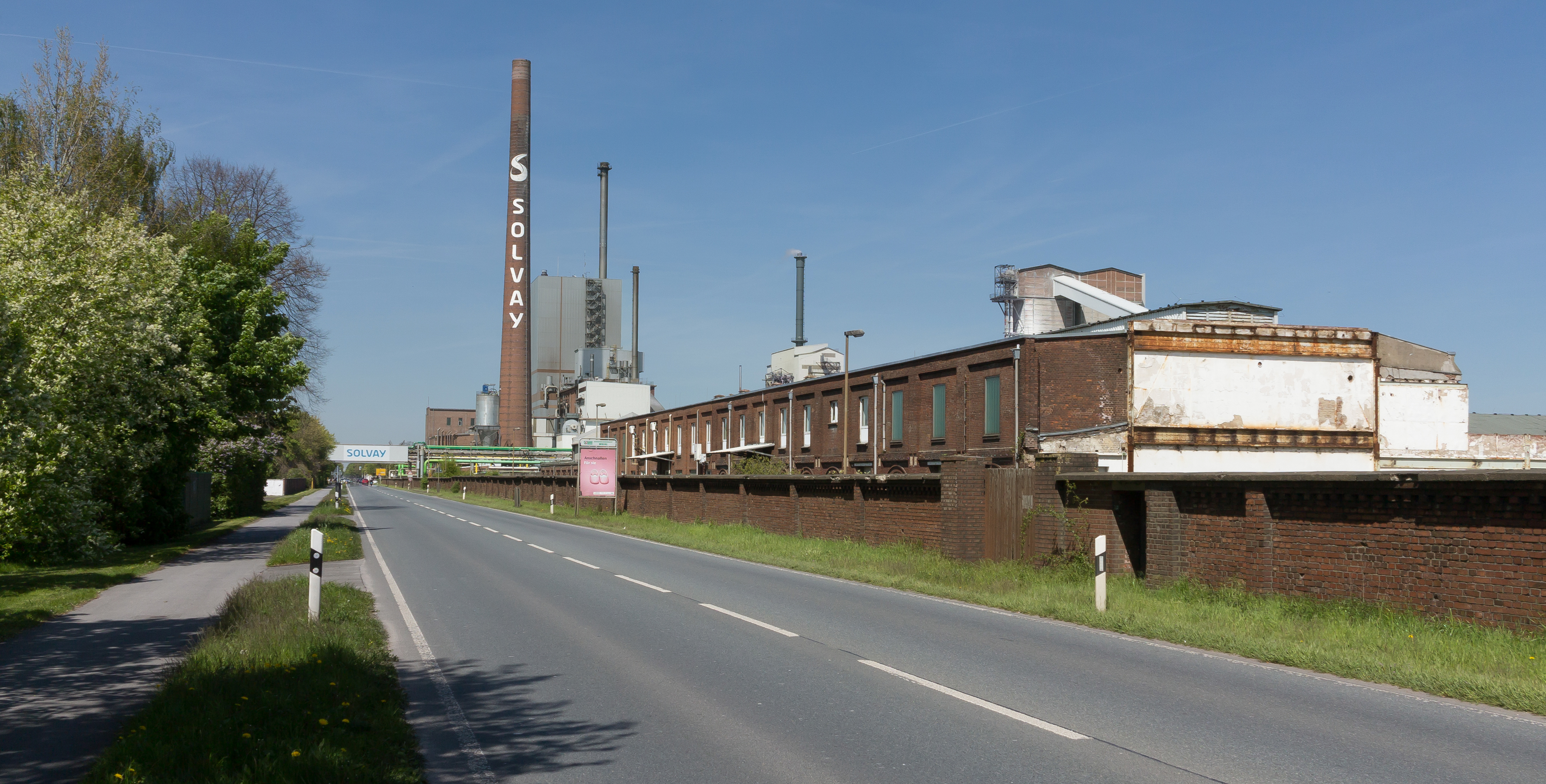
Rheinberg, sodafabriek van voorheen Solvay
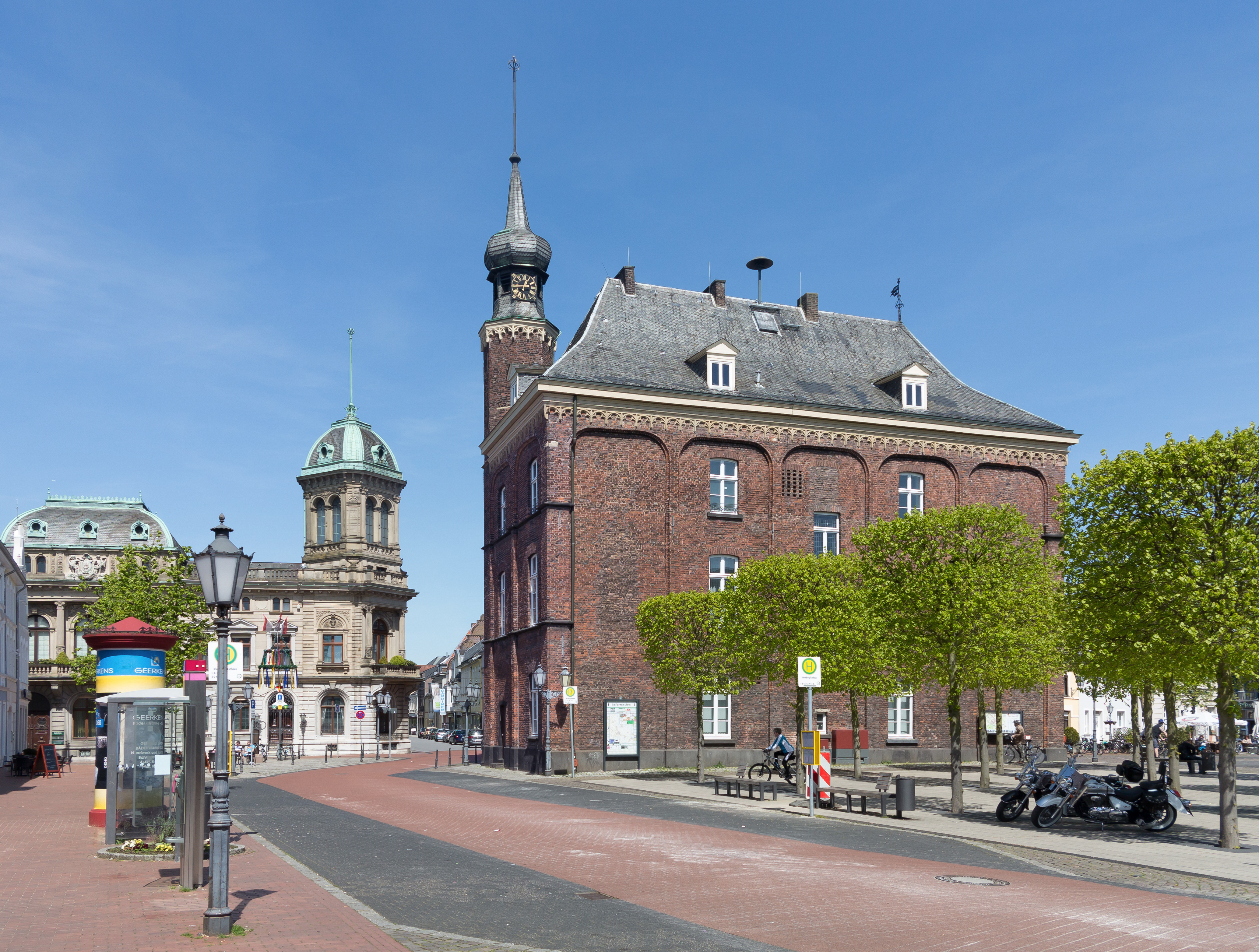
Rheinberg, het voormalige fabrieksgebouw van Firma Underberg

- In stadsdeel Borth bevindt zich sinds  1906 de zoutfabriek van voorheen Solvay, later overgenomen door  esco, sedert 2019 een onderdeel van het K+S-concern. Sinds 1924 is ter plaatse ook een zoutmijn aanwezig, één der grootste van geheel Europa. De aangeboorde zoutlaag is 200 meter dik en strekt zich onder de grond uit tot 50 km ver, tot juist over de Nederlandse grens bij Winterswijk. Uit dit zuivere, 700-900 meter diep onder de grond aanwezige, steenzout wordt kwalitatief hoogwaardig keukenzout voor menselijke consumptie gewonnen. Het zout wordt ook geleverd aan overheden als strooizout voor gladheidsbestrijding in de winter op de wegen en aan de farmaceutische en chemische industrie als grondstof. De zoutfabriek en de mijn hebben samen tussen 300 en 400 personeelsleden.
- In Rheinberg zelf staat sinds 1906 de sodafabriek van voorheen Solvay, later overgenomen door  esco, sedert 2019 een onderdeel van het K+S-concern.
- In het hart van de stad staat de fabriek, waar de kruidenbitter Underberg gemaakt wordt, met een bijbehorende kantoortorenflat; de bottelarij van deze drank is echter elders gevestigd.
- In de gemeente is een groot distributiecentrum van het verzendhuis Amazon gevestigd.
- In stadsdeel Millingen staat een tot het wereldwijd actieve Aumund-concern (waarvan één holding in Venlo zetelt)  behorende fabriek (Aumund Fördertechnik), die transportbanden en soortgelijke installaties bouwt, die in havens e.d. gebruikt worden voor overslag van ertsen en andere bulkgoederen. Dit bedrijf beschouwt zich volgens zijn eigen website als wereldmarktleider in deze branche. Er werken circa 500 mensen (wereldwijd) van wie meer dan de helft in Rheinberg.
- Eveneens te Millingen bevindt zich een kalkzandsteenwinning met een fabriek van bakstenen.

## Geschiedenis
De plaats wordt onder de naam Berke (wat ofwel met berg (hoogte) ofwel met de boomnaam berk verklaard wordt) voor het eerst in een document, gedateerd anno 1003, vermeld. Uit datzelfde jaar dateert ook de eerste schriftelijke vermelding van Budberg.
Rheinberg kreeg in 1233 en Orsoy in 1273 stadsrechten van respectievelijk prins-bisschop Hendrik I van Keulen en Diederik VII van Kleef. In 1337 kreeg Rheinberg een Latijnse school, die in de vorm van het prestigieuze Amploniusgymnasium Rheinberg tot op de huidige dag voortbestaat.

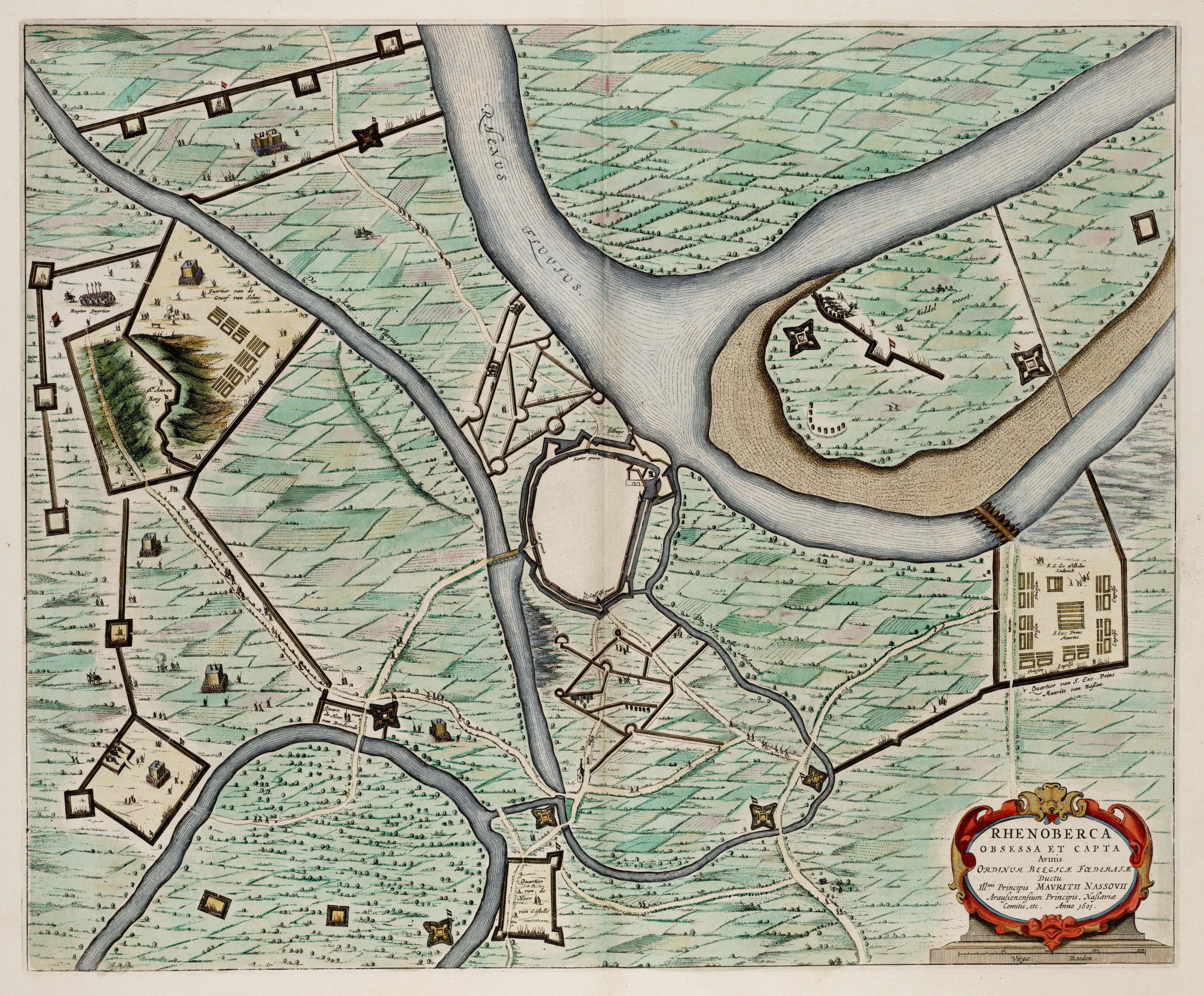
Beleg en inname van Rijnberk door prins Maurits in 1601. J. Blaeu

De heerlijkheid Rheinberg was oorspronkelijk een exclave van het keurvorstendom Keulen. Tijdens oorlogen van de zestiende tot in de negentiende eeuw wisselde de stad geregeld van bezetting. Tijdens de Tachtigjarige Oorlog streden het Spaanse en het Staatse leger om het bezit van de strategisch gelegen stad. Veldheer Karel van Mansfeld veroverde Rheinberg in 1590 voor de Spanjaarden. Maurits van Nassau nam op zijn beurt de stad in tijdens zijn veldtocht van 1597. Door Francesco de Mendoza kwam Rheinberg in 1598 alweer in Spaanse handen, waarop Maurits de stad in 1601 heroverde. Ambrogio Spínola kwam ten slotte in 1606 met een groot leger voor de stad, waarop hij die innam en ze voor zevenentwintig jaar in Spaanse handen bleef.
De Spanjaarden probeerden van 1626 tot circa 1630 een Rijn-Maaskanaal aan te leggen vanaf de Rijn bij Rheinberg. Dit kanaal, de Fossa Eugeniana, moest via Geldern naar de Maas bij Venlo voeren, maar werd nooit voltooid.
In 1633 heroverde Frederik Hendrik de stad weer voor de Staatse partij. De Republiek hield Rheinberg daarna weer voor negenendertig jaar in bezit. De vesting vormde deel van de Kleefse barrière. In deze periode werd de Sint-Pieterskerk gebruikt voor protestantse erediensten. In het rampjaar 1672 werd Rheinberg ingenomen door het Franse leger van Lodewijk XIV. Ook in 1701 tijdens de Spaanse Successieoorlog veroverden de Fransen de stad. Vervolgens werd ze van 1703 tot 1715 bezet door Pruisen. In dat laatste jaar gaf Pruisen ze terug aan Keur-Keulen. In 1794 werd ze opnieuw bezet, nu door revolutionaire Franse troepen. Dat duurde tot 1814, toen Rheinberg bij Pruisen werd gevoegd. In 1721 werd Rheinberg door verzanding van de haven van de Rijn afgesneden, wat tot economische neergang leidde; in 1846 werd weer een toegang tot en haven aan de rivier open gebaggerd.
De geschiedschrijving van het dorp Ossenberg is vooral een opsomming van talrijke dijkdoorbraken en overstromingen, soms verergerd door bewegingen van kruiend ijs in de Rijn. Meestal leidden deze natuurrampen tot groot verlies aan mensenlevens en aan vee en tot grote materiële schade. De jaren, waarin zo'n natuurramp zich voordeed, zijn: 1374, 1450, 1551 - 1573 vrijwel jaarlijks, 1668, 1740, 1784, 1809, 1855, 1882, 1920 en het zgn. Jahrtausendhochwasser van 1926 met recordwaterpeil. Aangenomen mag worden, dat deze watervloeden  ook elders in de omgeving ernstige gevolgen hebben gehad. Vanaf 1935 begon men, het gebied door middel van een bandijken- en sluizensysteem tegen hoog water in de Rijn te beveiligen. Een bijkomend probleem is, dat de ondergrond, met dijk of sluis en al, onvoorspelbaar in een zinkgat kan storten, omdat er oude mijngangen van voormalige steenkoolmijnen liggen. Daarom worden de dijken permanent gemonitord.  De tot 14 meter hoge Rijnbandijken in de gemeente Rheinberg behoren tot de hoogste dijken ter wereld.
Het stadsdeel Budberg was tot 1795 tweeherig: de macht over de plaats werd gedeeld door het Vorstendom Meurs en het Prinsbisdom Keulen.
Het dorp Eversael kende tot de 18e eeuw een voor het Rijnland typisch instituut met de naam Honnschaft (honderdschap). Het was een onderlinge rechtspraak tussen de boeren onderling om geschillen over erfgrenzen, weiderecht e.d. te beslechten.
Van 1730-1850 had Orsoy belangrijke textiel-(laken-)nijverheid, die daarna tot 1960 opgevolgd werd door tabak- en sigarenproductie. In 1906 begon de industrialisatie met de opening van de Solvay-zout- en sodafabrieken. Na de Eerste Wereldoorlog was Rheinberg enige tijd door Belgische troepen bezet.  Vanaf de Tweede Wereldoorlog tot rond 1990 kende Rheinberg belangrijke textielindustrie, die daarna door concurrentie van elders onrendabel werd en verdween.
Na de bevrijding aan het einde van de Tweede Wereldoorlog werd in Rheinberg door de Commonwealth War Graves Commission het oorlogskerkhof Rheinberg War Cemetery aangelegd. Er rusten 3182 soldaten van het Verenigd Koninkrijk en het Gemenebest. Ook was kort na de oorlog een van de Rheinwiesenlager, slecht geoutilleerde gevangenkampen voor door de geallieerden gevangen genomen Duitse militairen, bij Rheinberg gevestigd.

## Bezienswaardigheden, toerisme e.d.

### In Rheinberg zelf
- Het in 1449 gebouwde, en tot 2014 als gemeentehuis en -kantoor gebruikte, Oude Raadhuis zal, na een in 2019 gestarte verbouwing die volgens de meest recente plannen tot 2022 zal duren, een multifunctioneel centrum voor cultuur en ontmoeting worden, met o.a. een museum, restaurants, concertzalen, vergaderruimtes enz.
- Enkele restanten van de oude stadswallen, waaronder de ruïne van de Pulverturm ( de in 1598 verwoeste kruittoren) zijn bewaard gebleven.
- Het gebouw Alte Kellnerei is het enige overblijfsel van het stadskasteel van Rheinberg. Het werd in 1573 gebouwd, in 1598 verwoest en in het begin van de 17e eeuw herbouwd. In een Kellnerei zetelde een namens de landheer optredende magistraat (Kellner), die o.a. over de belastingheffing zeggenschap had. Het gebouw huisvest een muziekschool, het stadsarchief en enkele vertrekken, die kunstenaars uit de regio kunnen huren voor exposities e.d.
- Het gebouw Kamper Hof dateert in zijn huidige vorm uit 1509. Het is vanaf de 13e eeuw een refugiehuis geweest van het cisterciënzer Klooster Kamp. Wat er nu nog staat, was van origine de kloosterkapel. Het gebouw wordt gebruikt als accommodatie voor diners, feesten, partijen, kleine congressen en andere evenementen.
- De rooms-katholieke Sint-Pieterskerk, in het eind van de 12e eeuw in gotische stijl gebouwd, is in de daaropvolgende eeuwen diverse malen uitgebreid of gerenoveerd. Het hoogaltaar combineert werken uit de 19e eeuw met enige Vlaamse kunstwerken uit de 16e eeuw. De Oude Pastorie ernaast is een landhuisachtig gebouw uit 1729.
- De evangelisch-lutherse kerk is in 1768 gebouwd, waarbij een uit de 15e eeuw daterende schuur, die ook reeds als lutherse kerk in gebruik geweest was, in het godshuis is ingebouwd.
- Het 19e-eeuwse Underberg-Palais wordt door de firma van die naam gebruikt voor representatieve bijeenkomsten. De ernaast staande torenflat Underbergturm is als hotel in gebruik.
- Het oorlogsmonument Tor der Toten (Poort der Doden) werd in 1964 opgericht. De twee betonnen zuilen zijn 12 meter hoog. De Pergamenttruhe bij dit monument is een schrijn, dat een rol perkament bevat, waarop de namen van 650 oorlogsslachtoffers zijn geschreven. De architect was Toni Hermanns uit Kleef. Het monument staat ten oosten van de binnenstad en ziet uit op de Rijn.
- Het torentje Spanischer Vallan  in het stadspark dateert van omstreeks 1700 en is voor uiteenlopende culturele doeleinden in gebruik.
- Rheinberg ligt aan het Duitse deel van de pelgrimsroute naar Santiago de Compostella.

### In de andere stadsdelen
Zie ook: Orsoy.
- In de gemeente liggen verscheidene natuurgebieden in de nabijheid van de Rijn, o.a. rondom voormalige armen van deze rivier. De rijkdom aan beschermde planten-, vissen-, vogel- en insectensoorten is groot. Er lopen enkele langeafstands-wandel- en fietsroutes langs.
- Dierentuin TerraZoo, gespecialiseerd in reptielen, niet ver ten noorden van  stadsdeel Winterswick en ten oosten van de stad Rheinberg
- Kasteel Ossenberg, eigendom van de adellijke familie Berghe von Trips, dateert uit het begin van de 18e eeuw. Het herbergt een klein hotel. Incidenteel worden in de feestzaal van het kasteel concerten gehouden. De nabijgelegen slotkapel is eveneens 18e-eeuws en bevat een 17e-eeuws altaar. Er worden van tijd tot tijd kerkelijke huwelijksvoltrekkingen en incidenteel ook andere kerkdiensten gehouden, zowel voor rooms-katholieken als evangelisch-luthersen.
- De evangelisch-lutherse Lambertuskerk te Budberg dateert uit de 15e eeuw. Delen van een ouder kerkje uit de 12e eeuw zijn in dit gebouw opgenomen. De kerk is in de 18e tot en met de 20e eeuw diverse malen verbouwd en gerestaureerd.
- Curieus is de rooms-katholieke Onze-Lieve-Vrouwekerk van Budberg uit 1949. In het kerkgebouw is een voormalige windmolen verwerkt. In 1985 dreigde het gebouw door mijnschade te verzakken en in te storten, waarna de vloer werd verstevigd met gewapend beton.

## Dialect
Het door Duitse taalkundigen als zeer interessant beschouwde  dialect van Rheinberg (Rinbäärkse Plat) is het meest zuidelijke in de Kleverlandse sectie van de Nederfrankische dialecten en vertoont daardoor sterkere verwantschap met de Nederlandse taal dan veel in omliggende gebieden gebruikte streektalen.
Voorbeeld:
Rheinberger dialect: Vertell mik es, wat dat is.
Nederlands: Vertel mij eens, wat dat is.
Rheinberger dialect (1929): Inne februar neegentinhondertneegenontwentech, as man glöwne, de wenter trök af, as di Rinberkse sech of dä fastelowent froine, brook öwer nach' äne strenge wenter herin, schlemmer as 1890, woerfan aale lüj dumols gärn vertellne. Öwer därtech grat onder null fror et schteen on been. Nor wenech daach schtoon dä Rin.
Nederlands: In februari 1929, toen men geloofde, dat de winter aftrok (voorbij was gegaan), toen de Rijnberkers zich op vastenavond verheugden, brak over nacht (opeens) een strenge winter uit, slimmer (erger) dan in 1890, waarvan oude lieden destijds gaarne vertelden. Over dertig graden onder nul, vroor het steen en been (dat het kraakte). Na weinig (een paar) dagen stond de Rijn (was de Rijn stijf bevroren).

## Partnersteden
Rheinberg heeft jumelages met:
- Montreuil, departement Pas-de-Calais, Frankrijk
- Hohenstein-Ernstthal, deelstaat Saksen, Duitsland

## Belangrijke personen in relatie tot de gemeente

### Geboren
- Brigitte Mohnhaupt (1949), RAF-terroriste
- Claudia Schiffer (1970), topmodel
- Nadine Hentschke (1982), atlete

### Overigen
- De wereldberoemde dressuur-amazone Isabell Werth (* 21 juli 1969 in Issum) bezit te Budberg een rijstal.

## Afbeeldingen

### In de stad

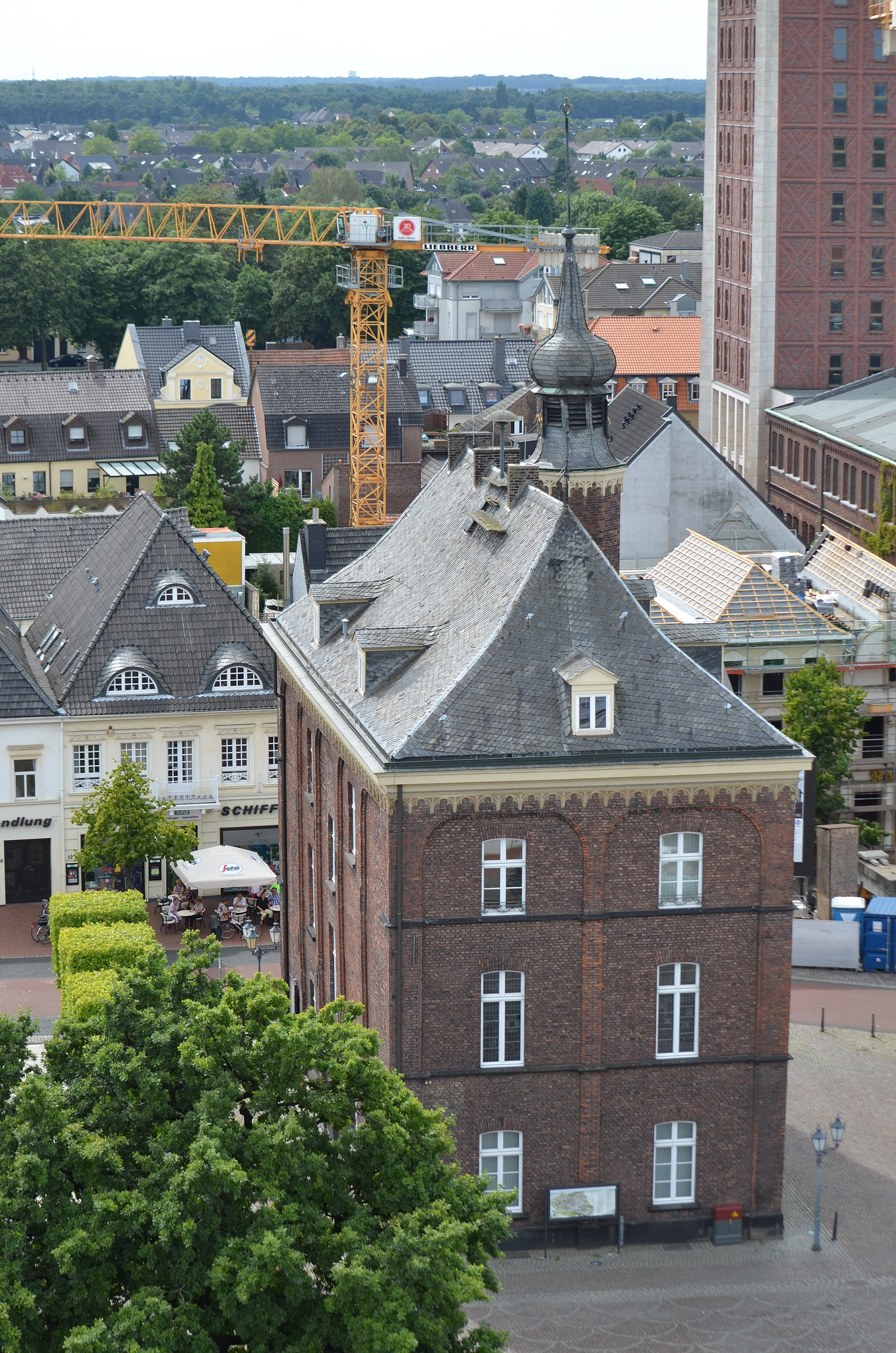
Oude Raadhuis
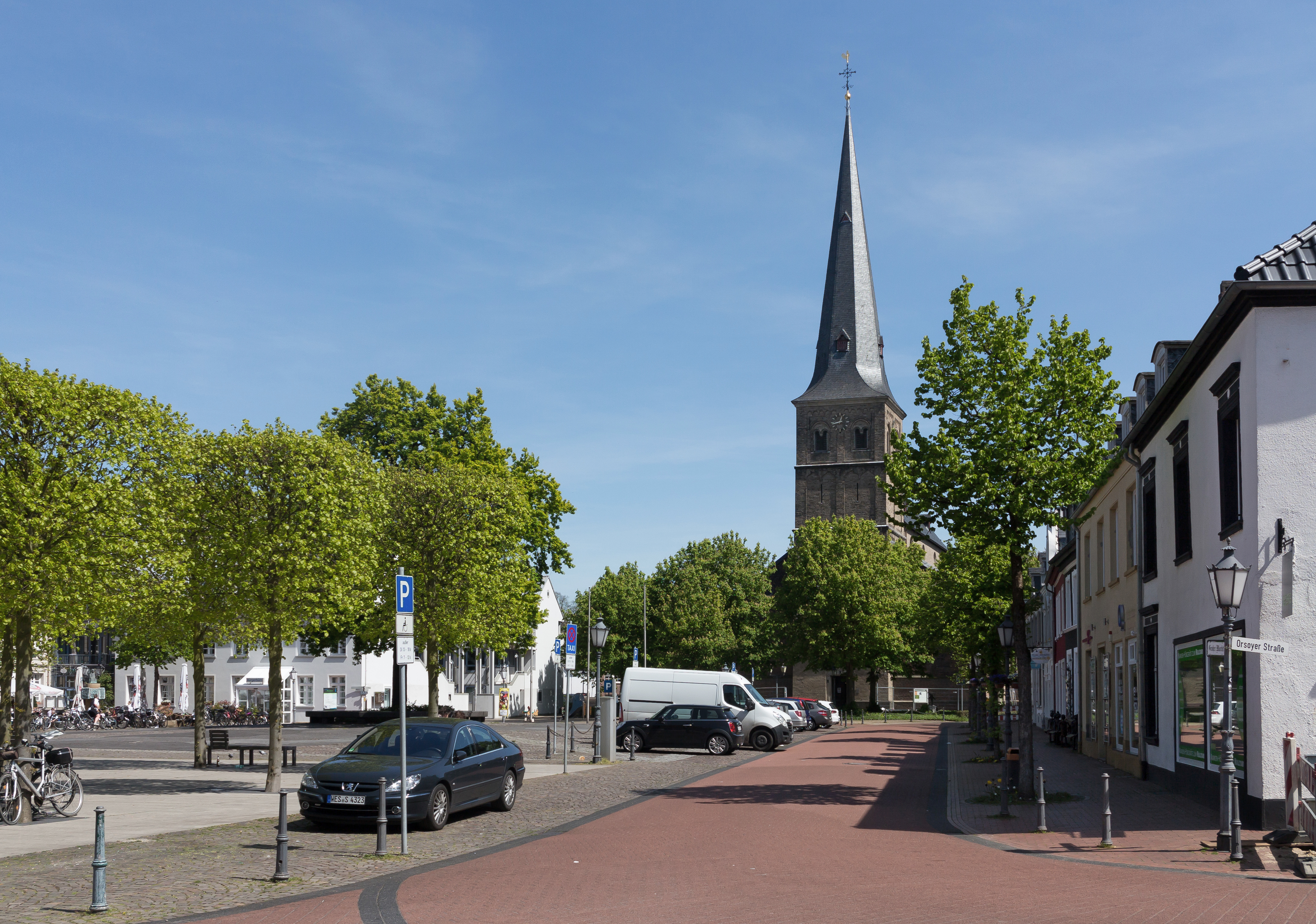
Rheinberg, Sint-Pieterskerk
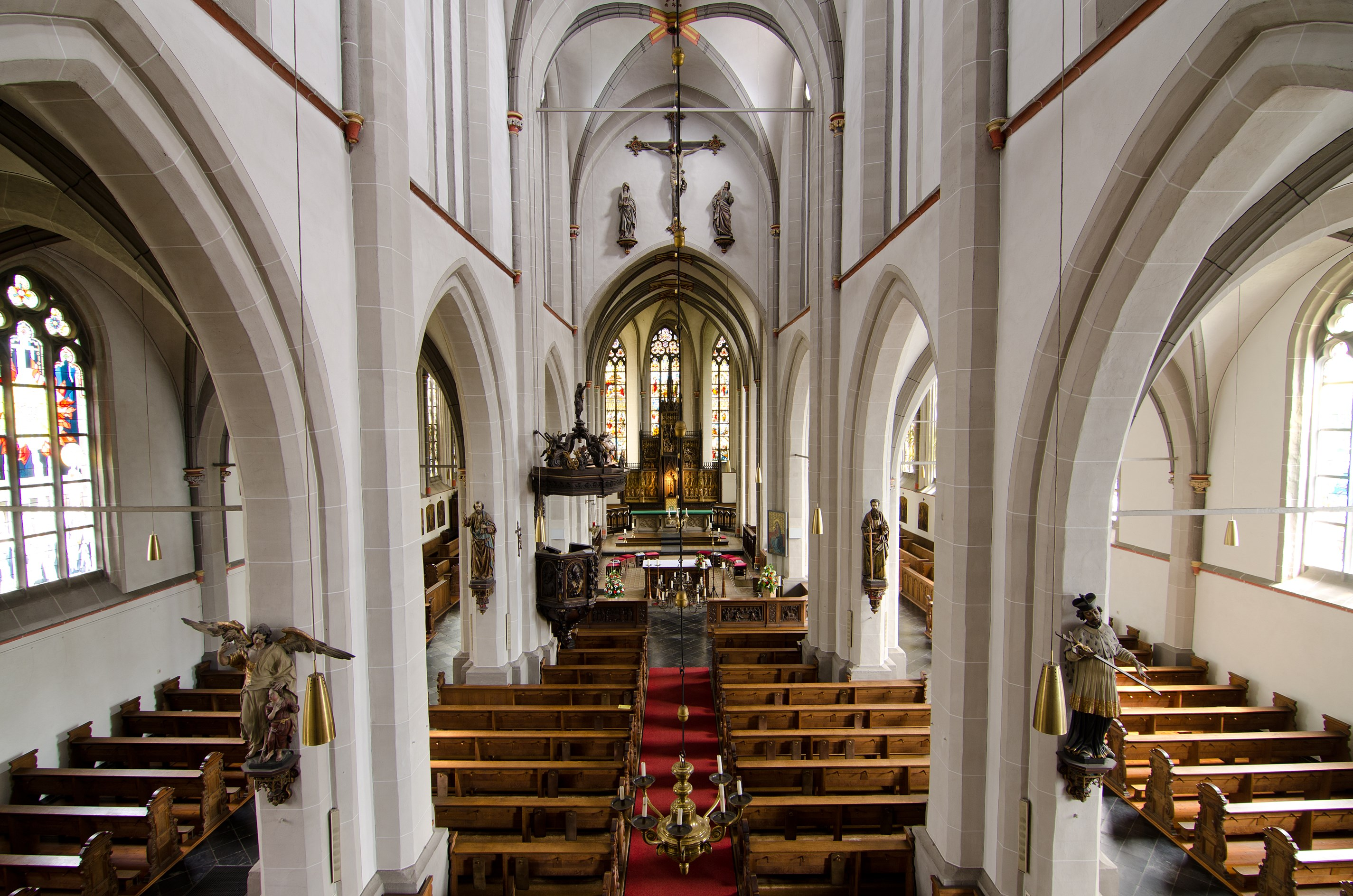
Interieur van deze kerk
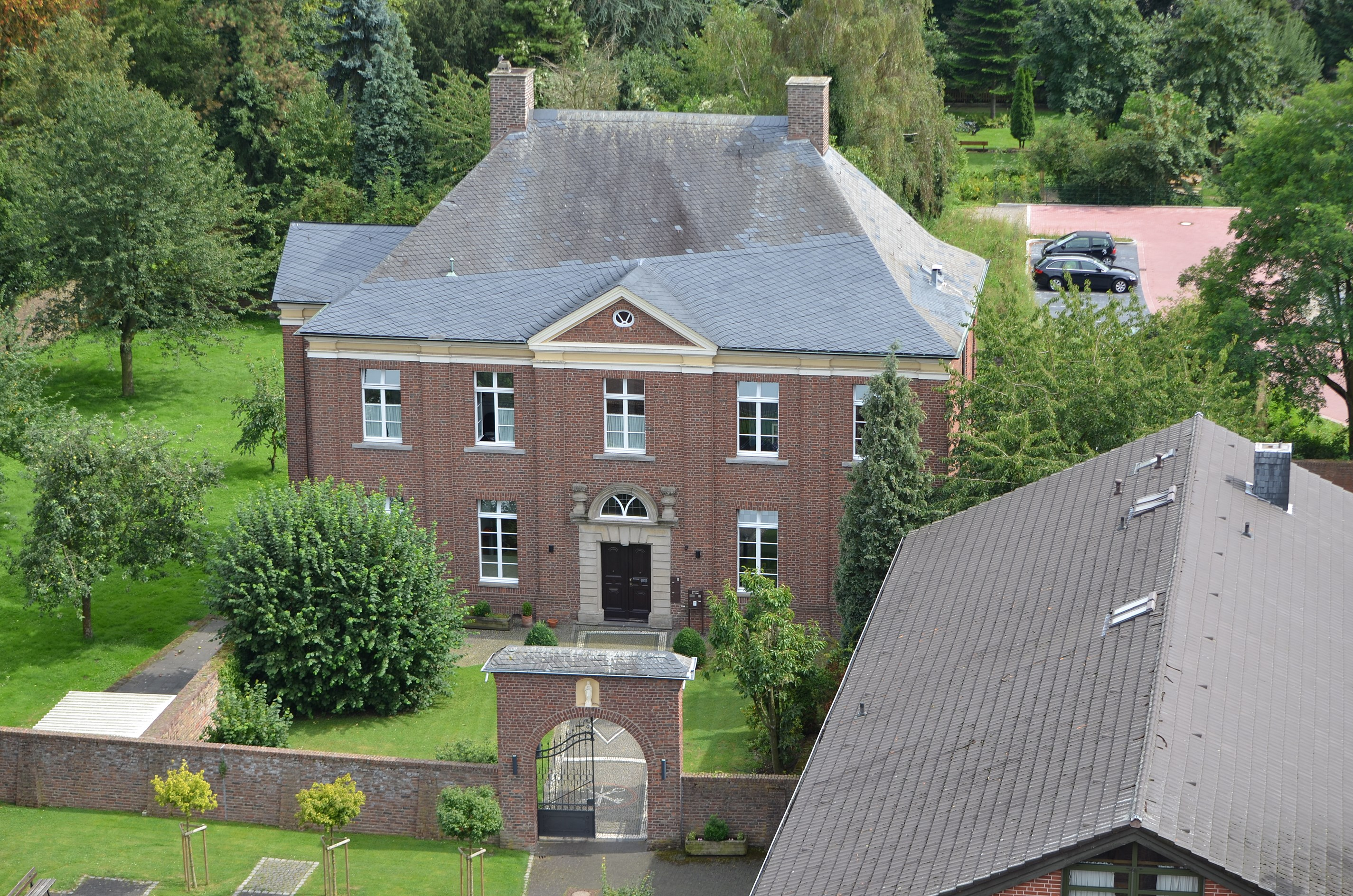
Oude Pastorie
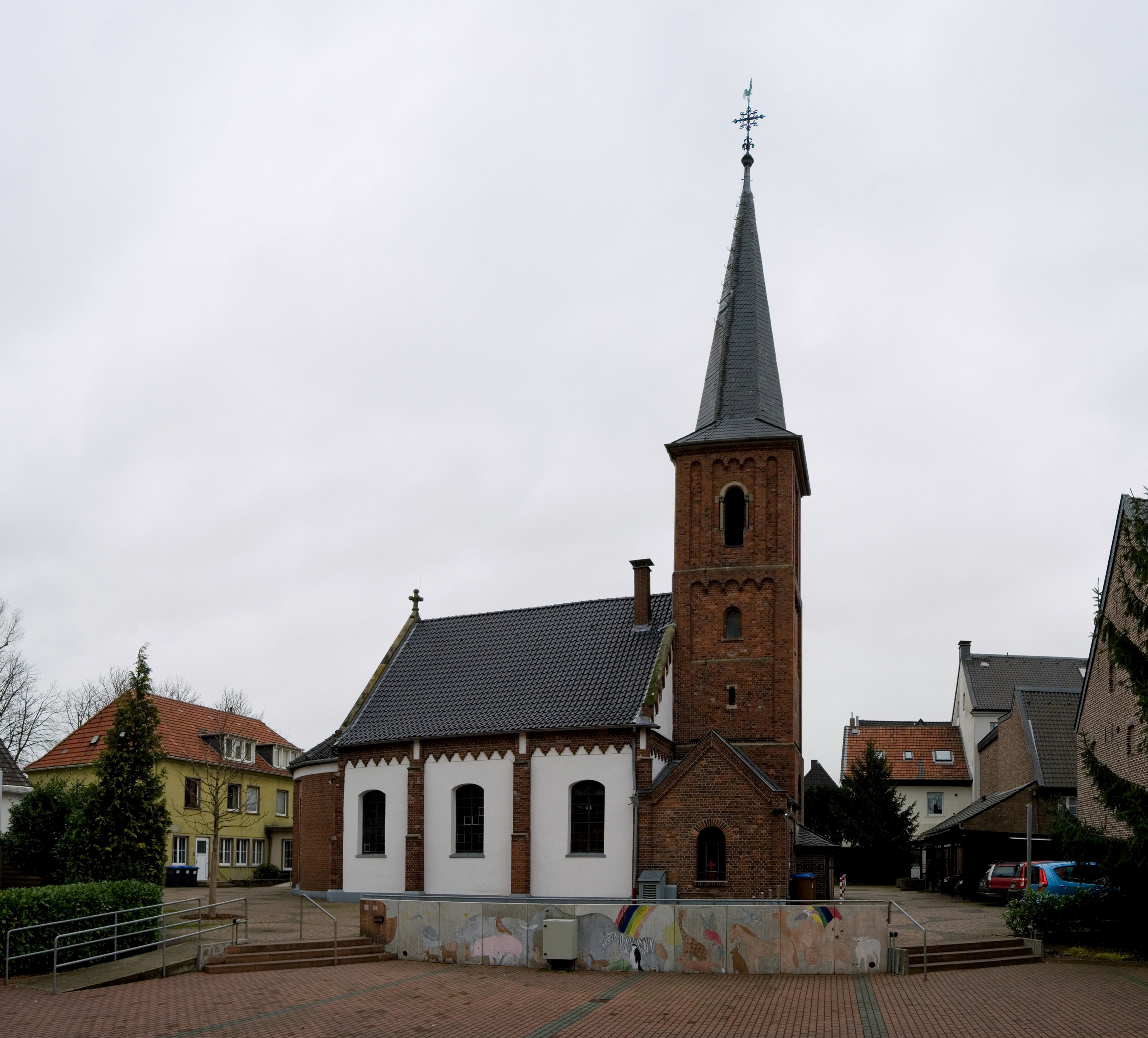
Evangelisch-lutherse kerk
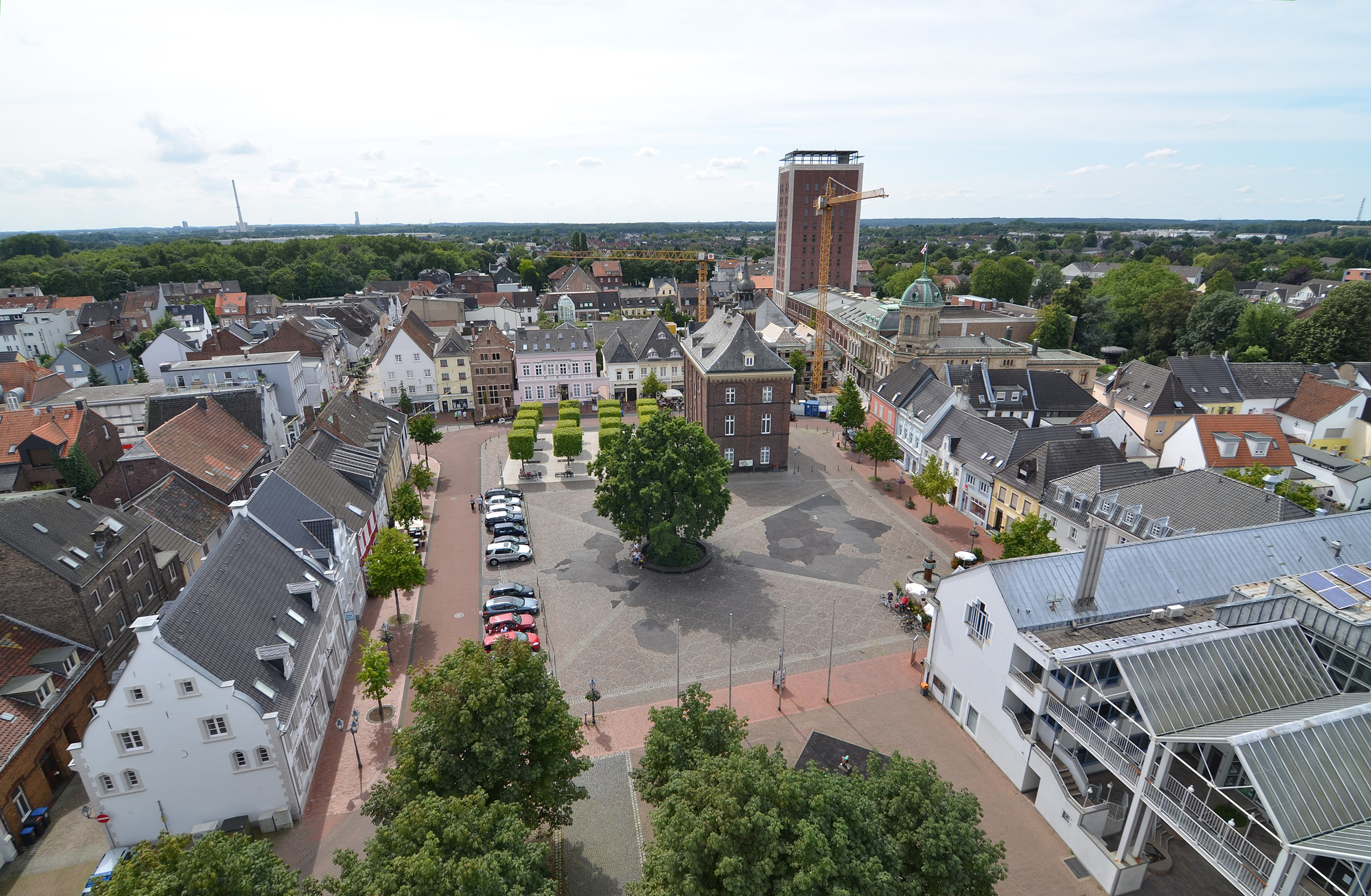
Gezicht op de Große Markt
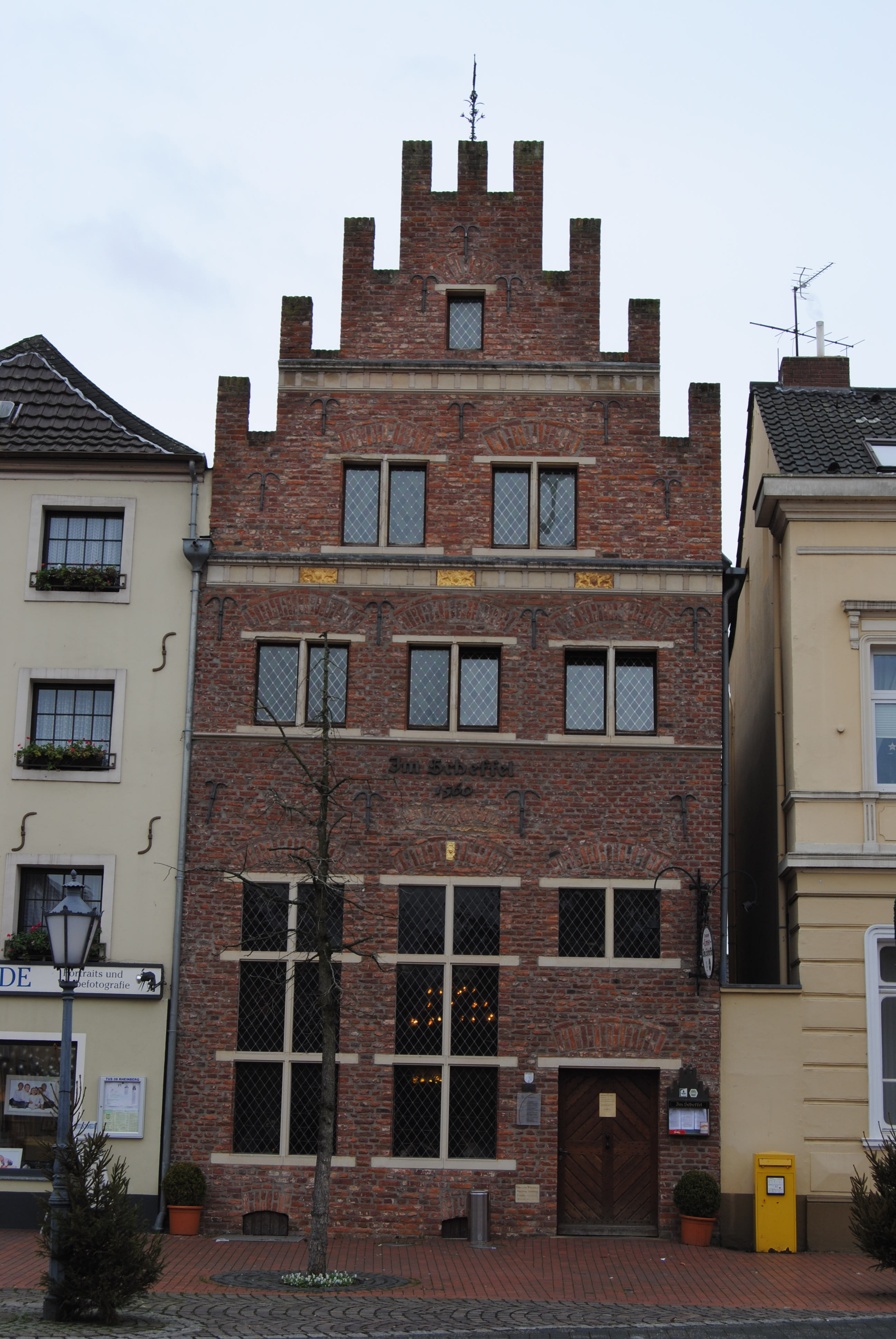
Im Scheffel, voormalig graanpakhuis (1560)
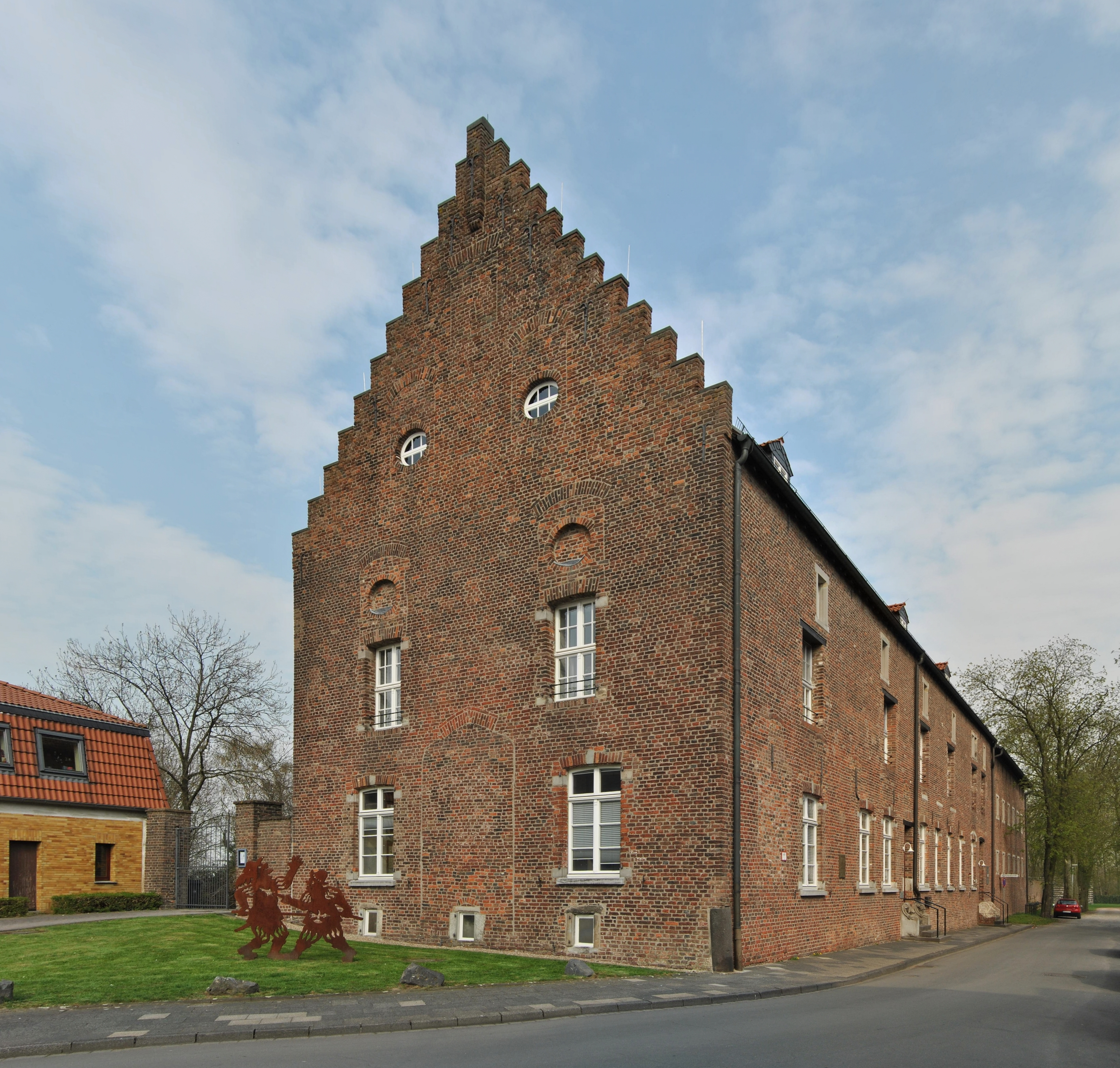
Alte Kellnerei
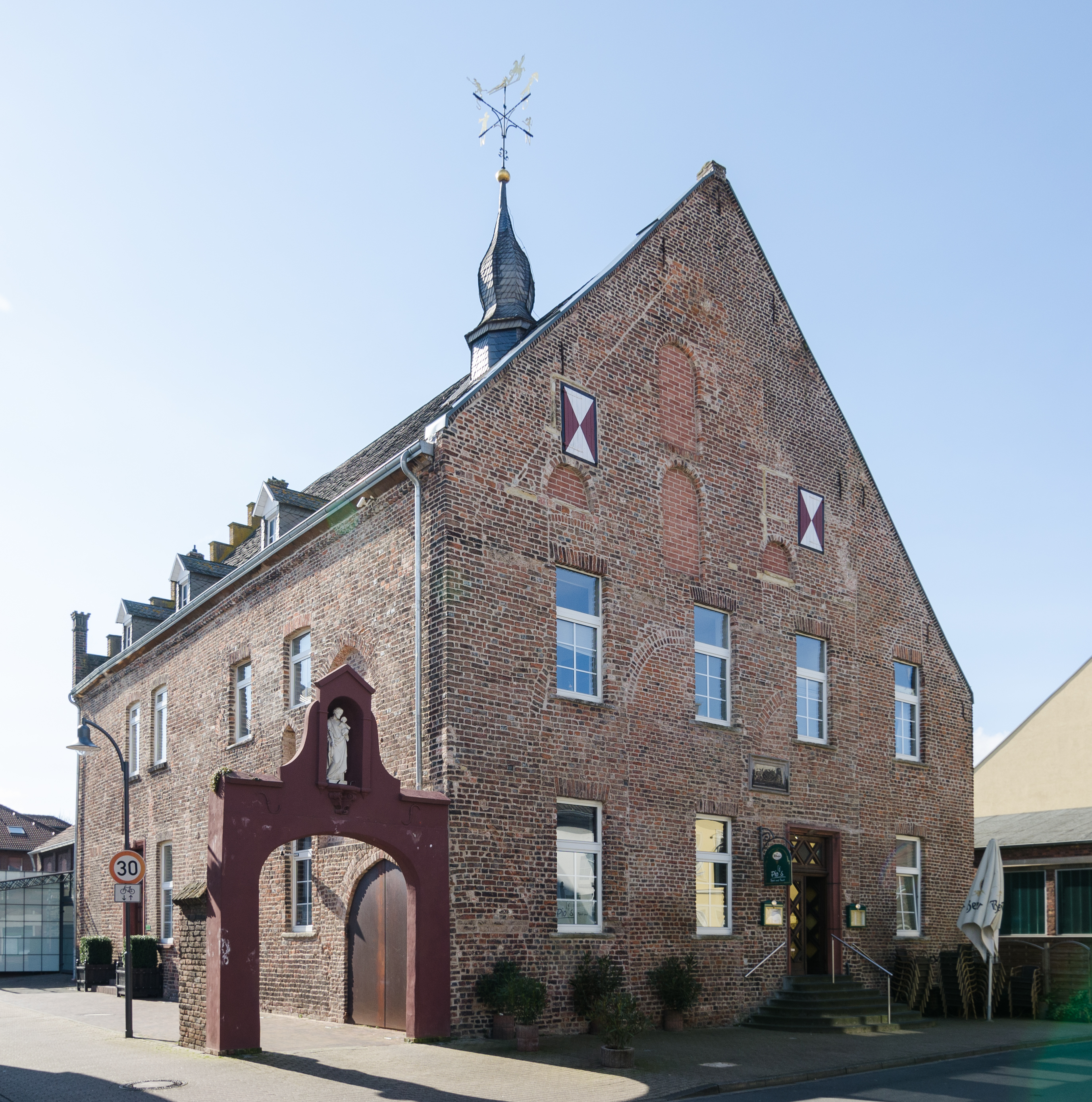
Kamper Hof
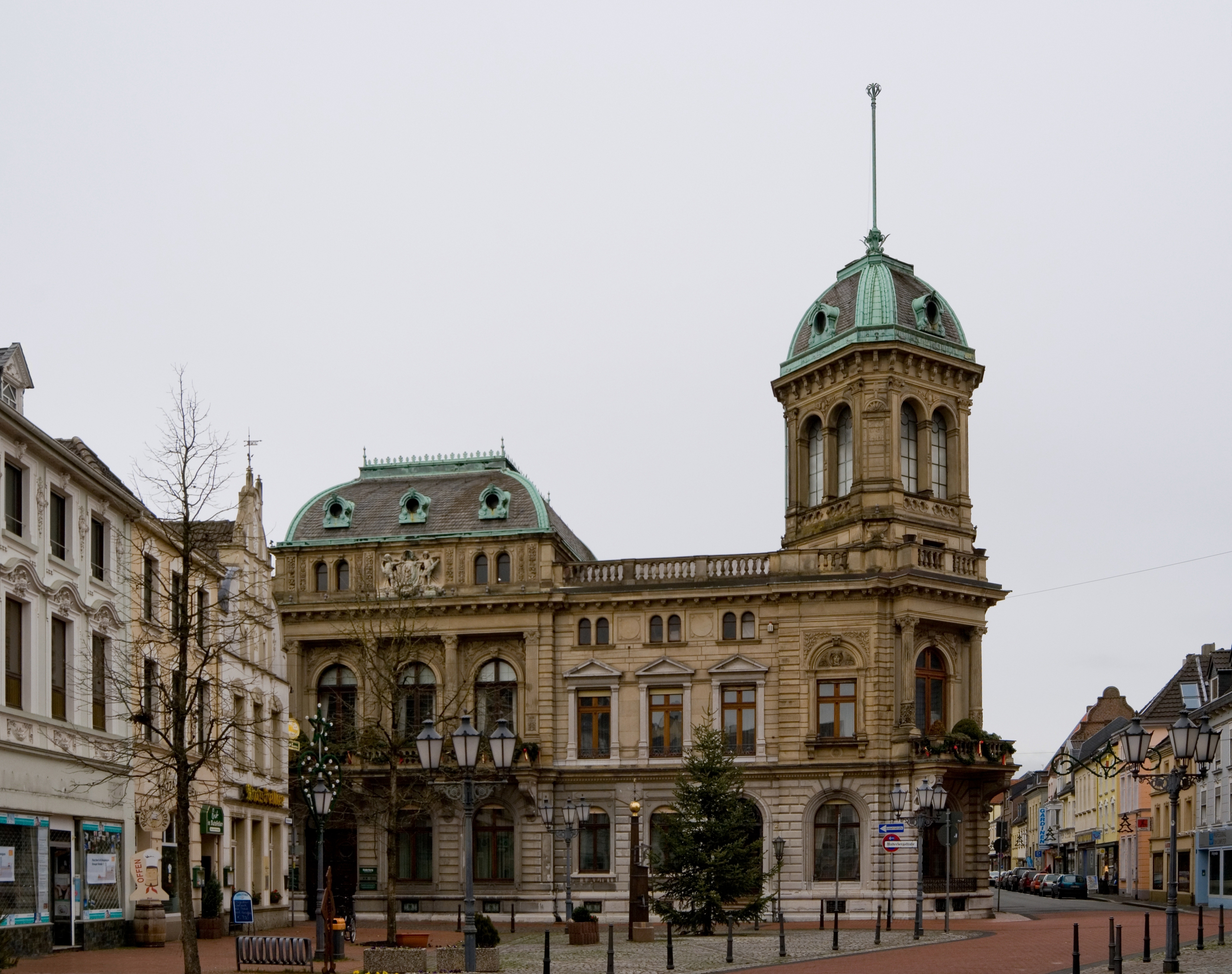
Underberg-Palais
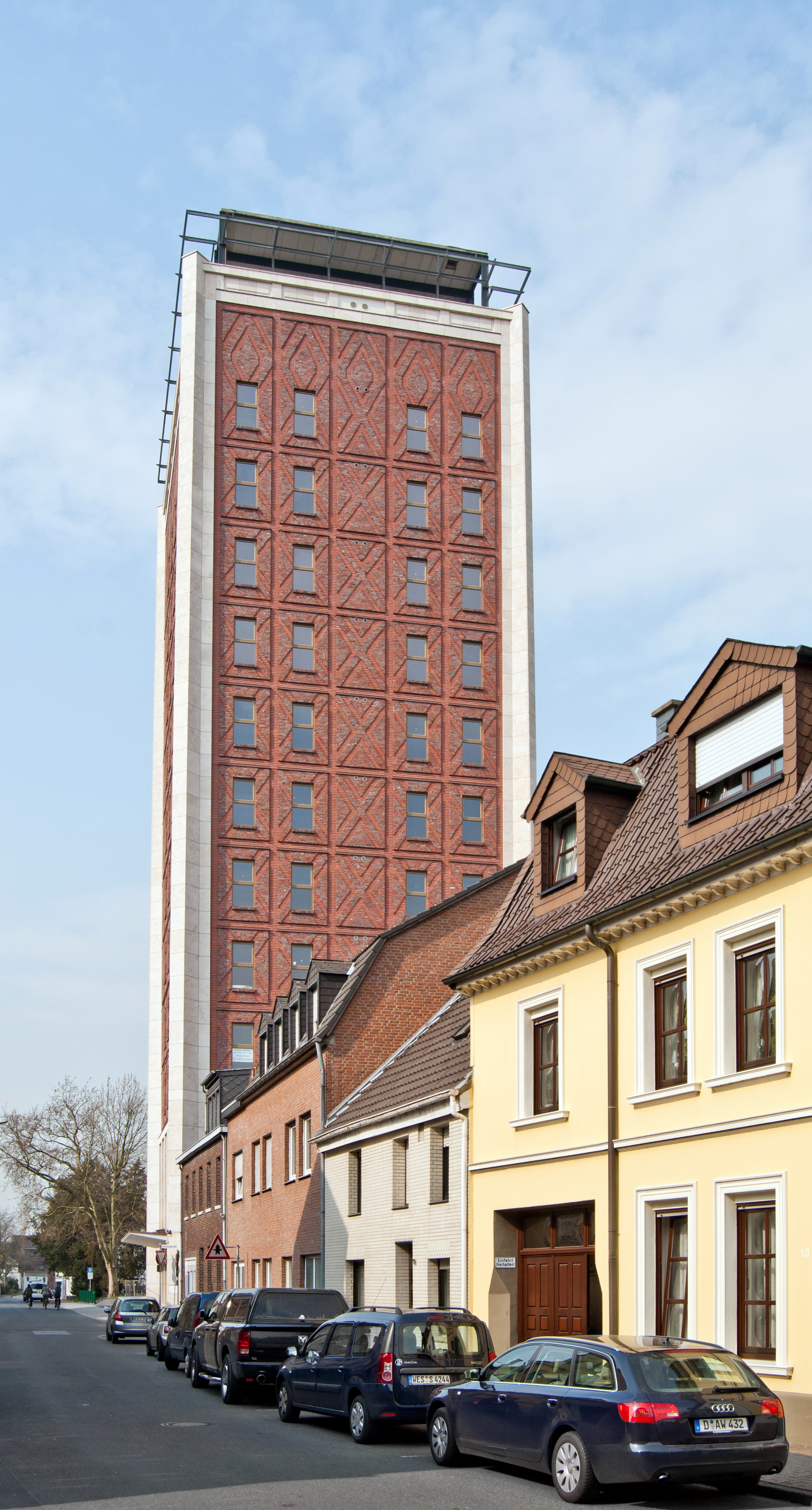
Underbergturm
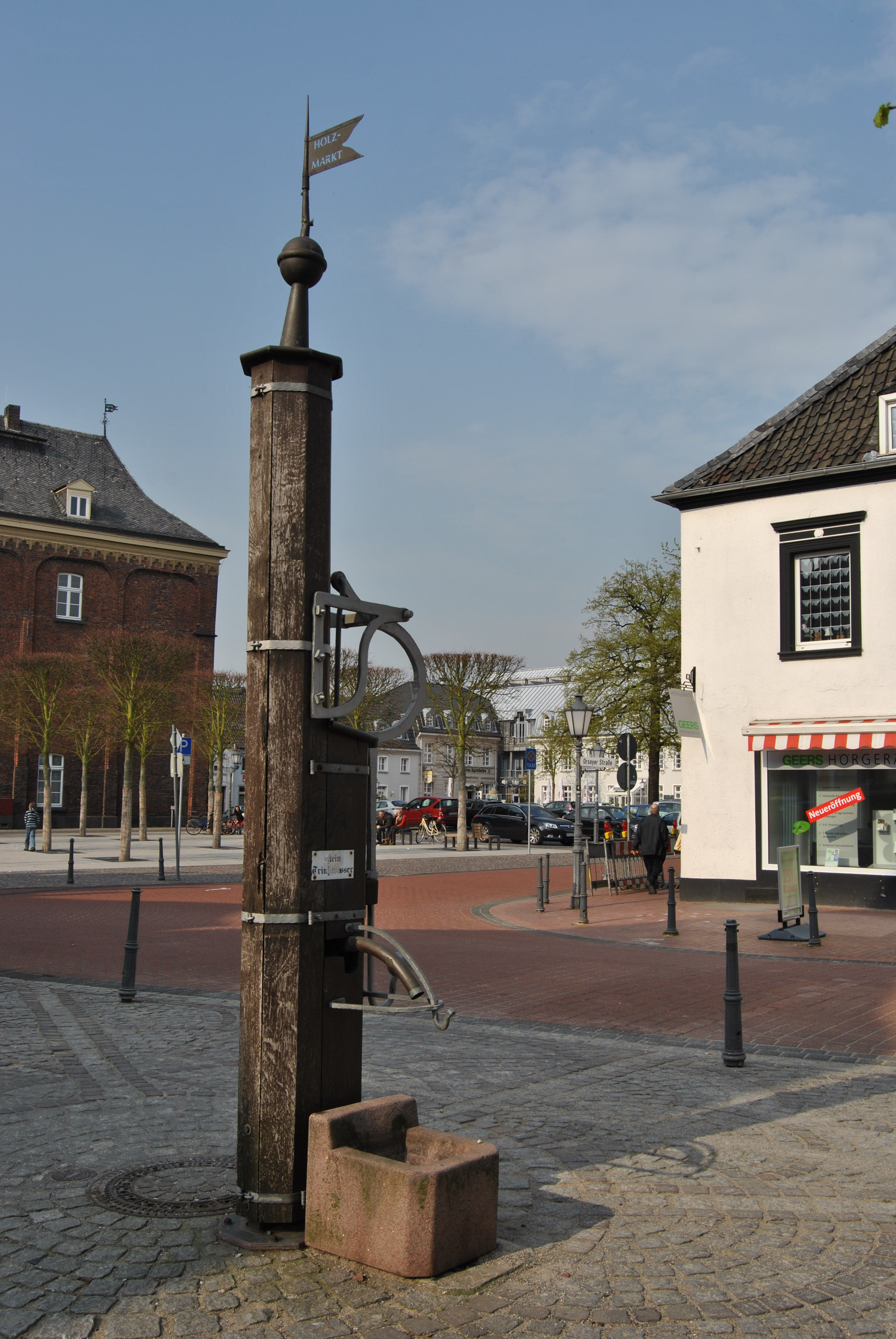
Oude stadswaterpomp (Holzmarkt)
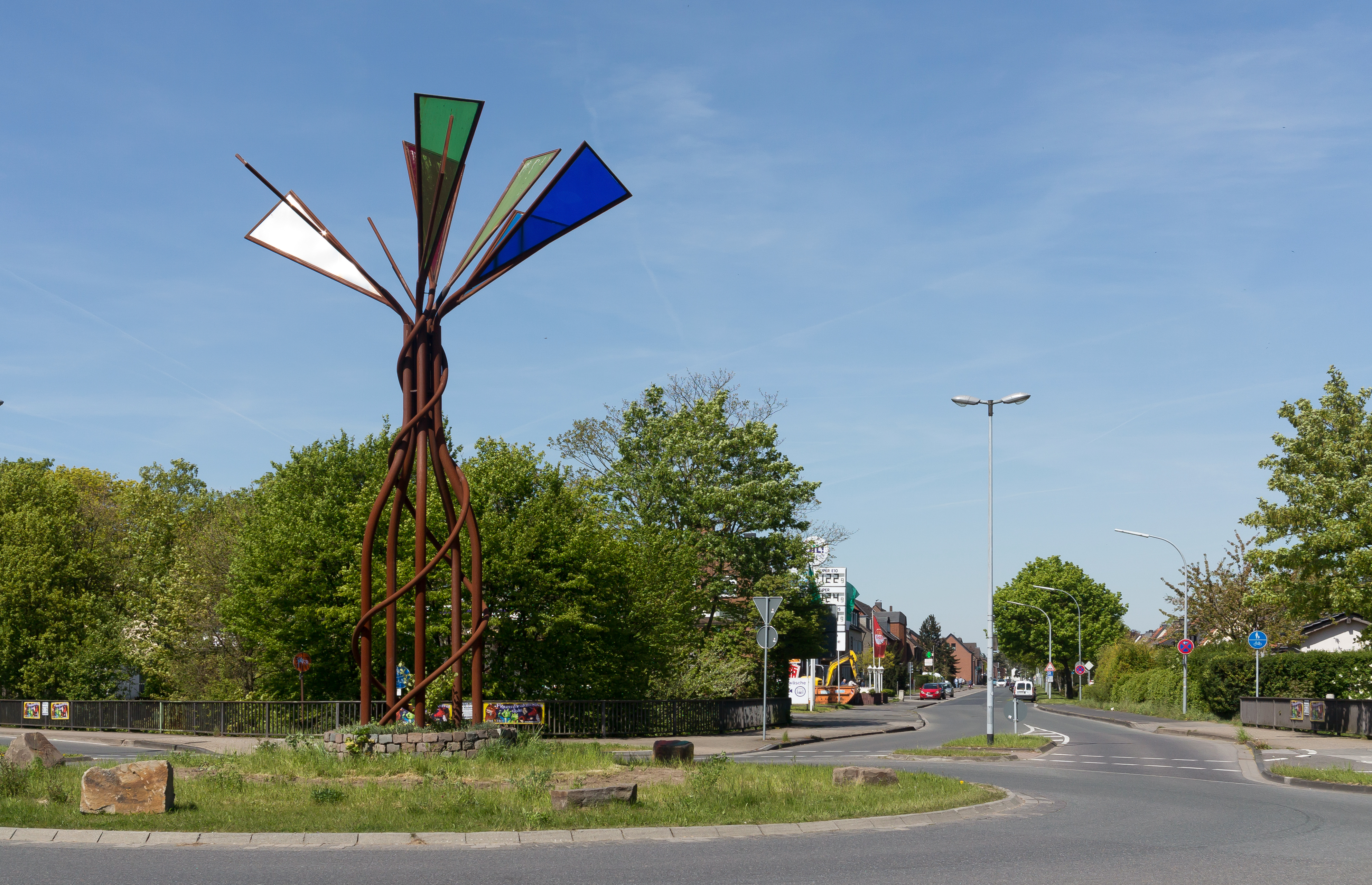
Rheinberg, sculptuur op verkeersplein
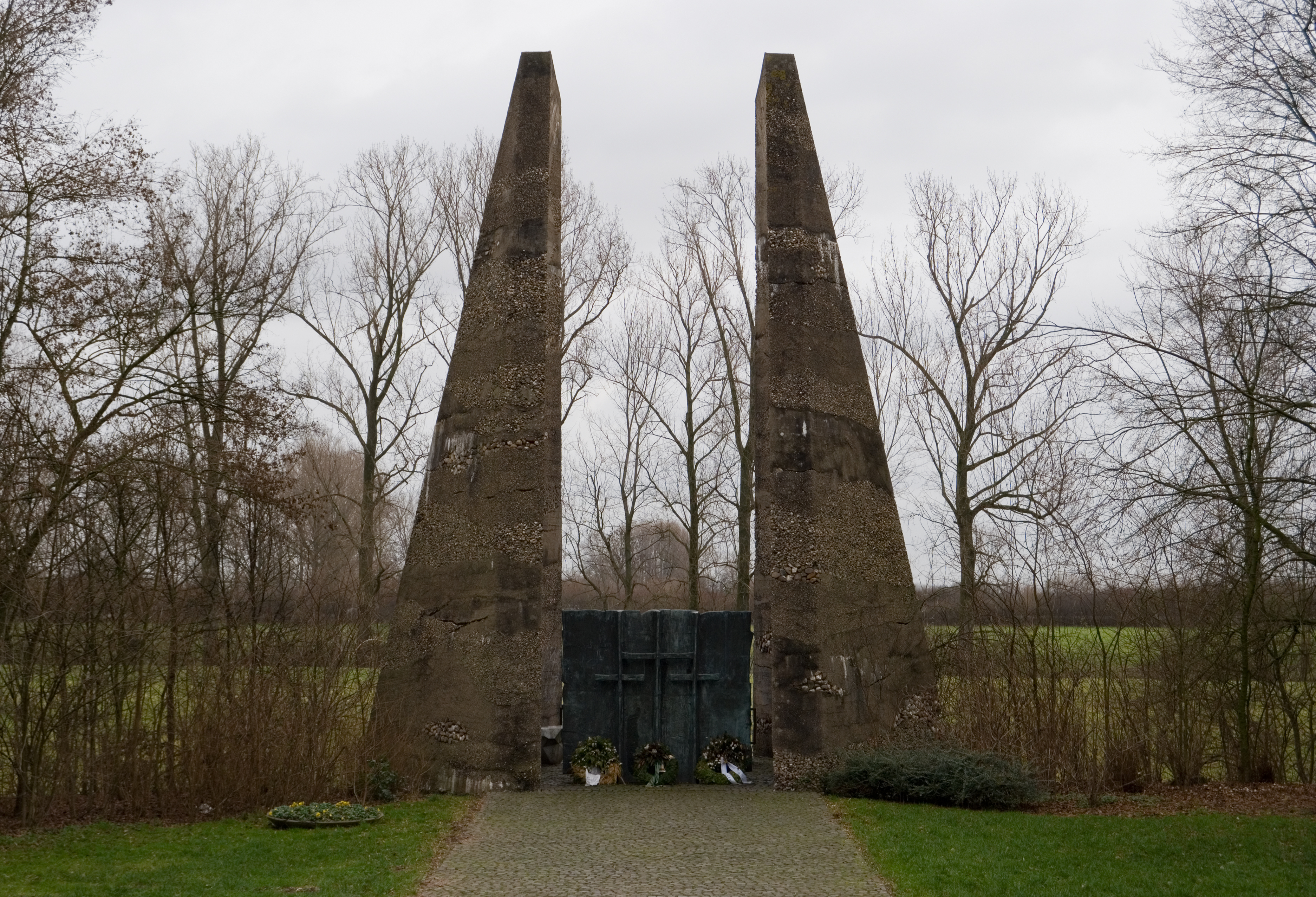
Oorlogsmonument Tor der Toten
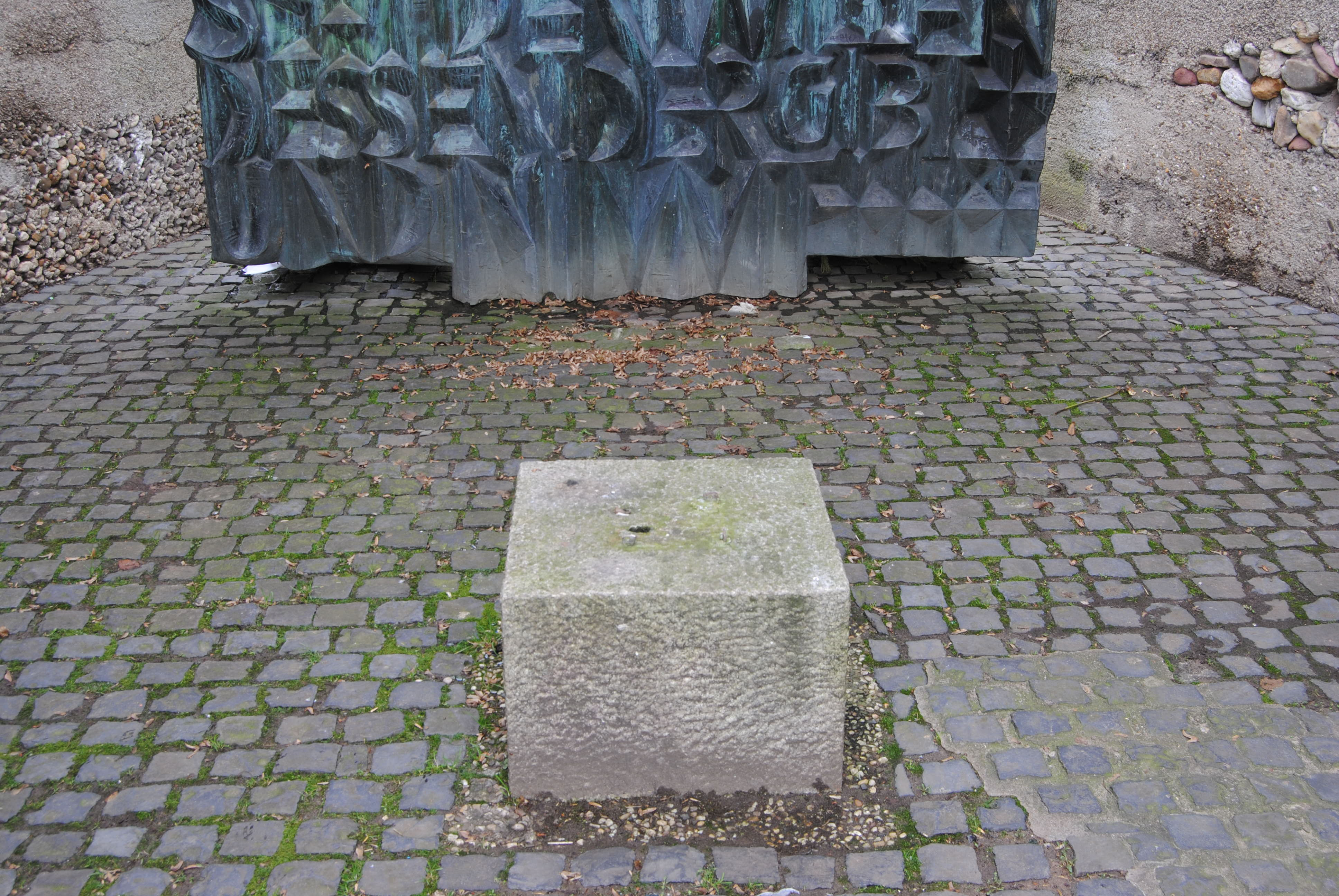
Zgn. Pergamenttruhe bij dit monument
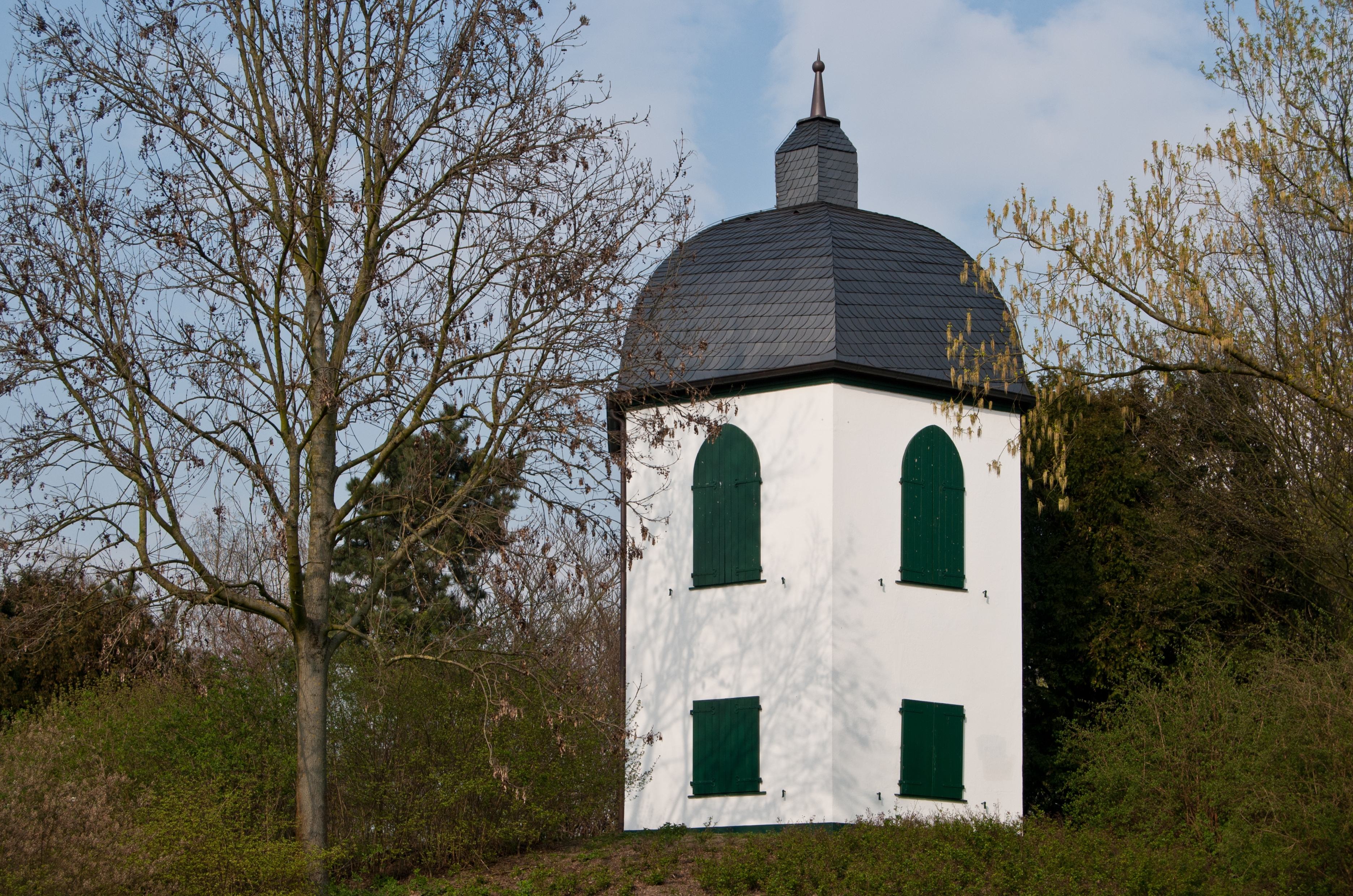
Torentje Spanischer Vallan  in het stadspark

### Buiten de stad

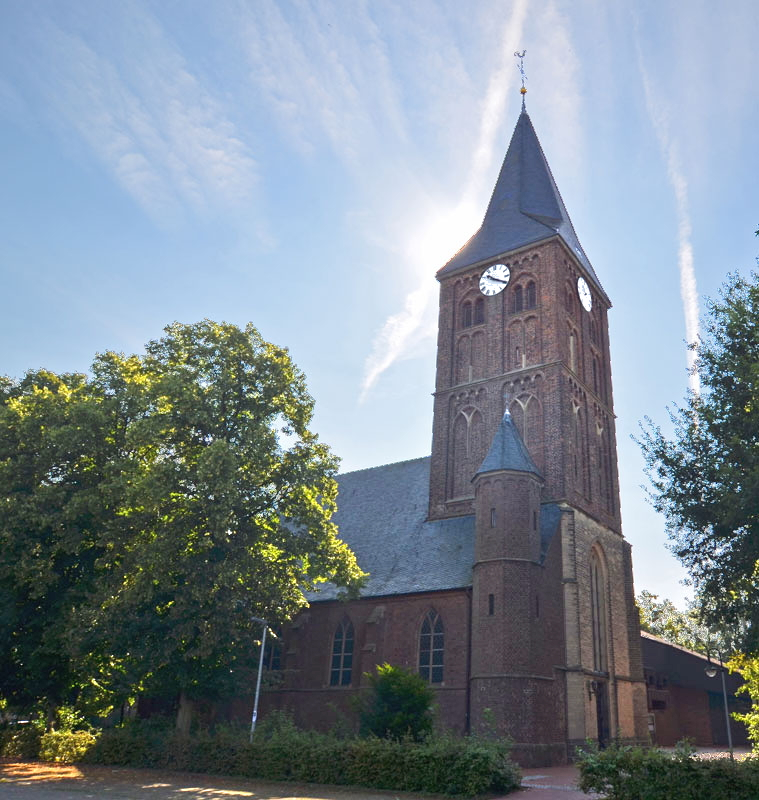
R.K. St.-Evermaruskerk, Borth
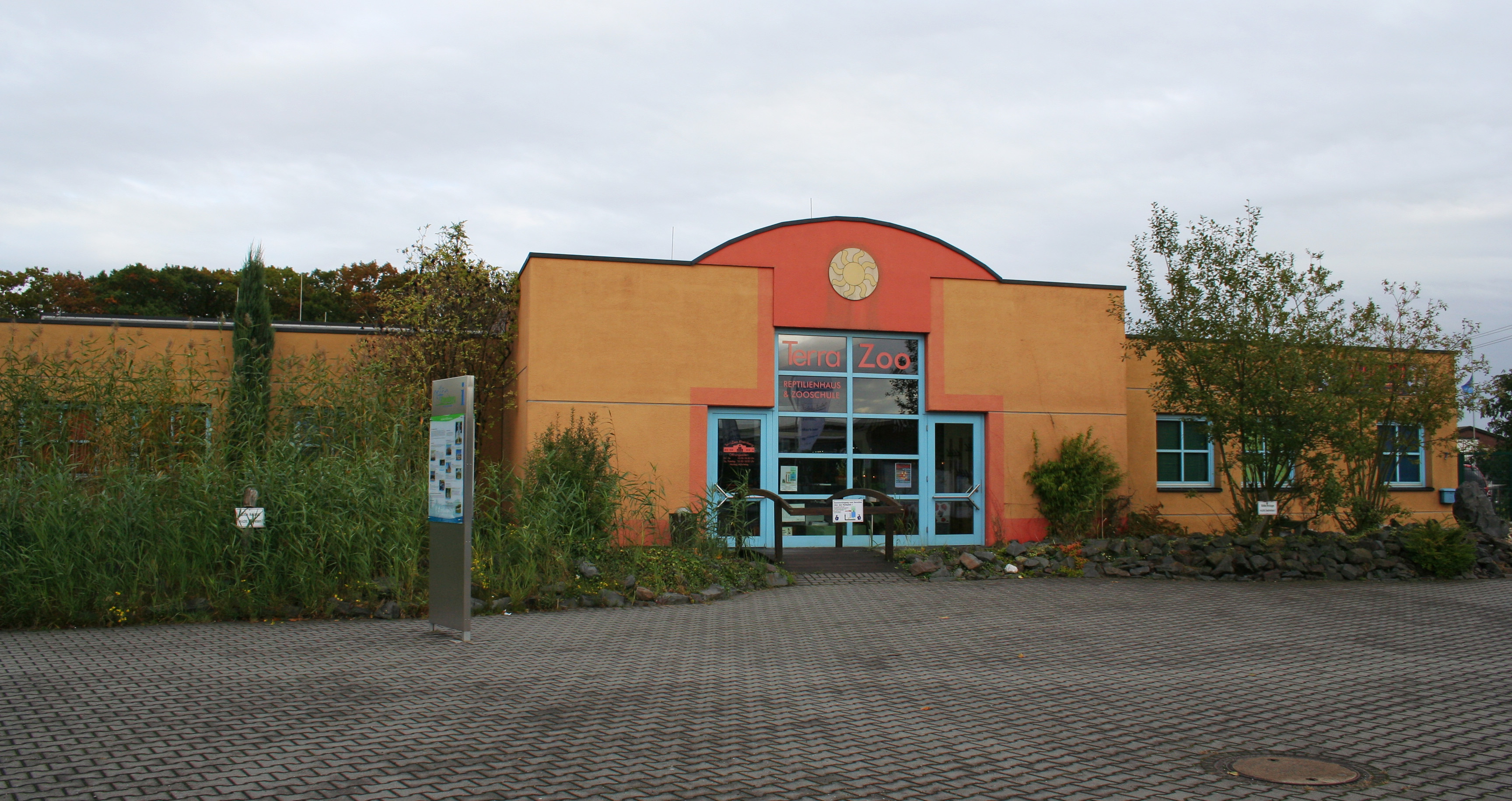
Hoofdgebouw Terra Zoo
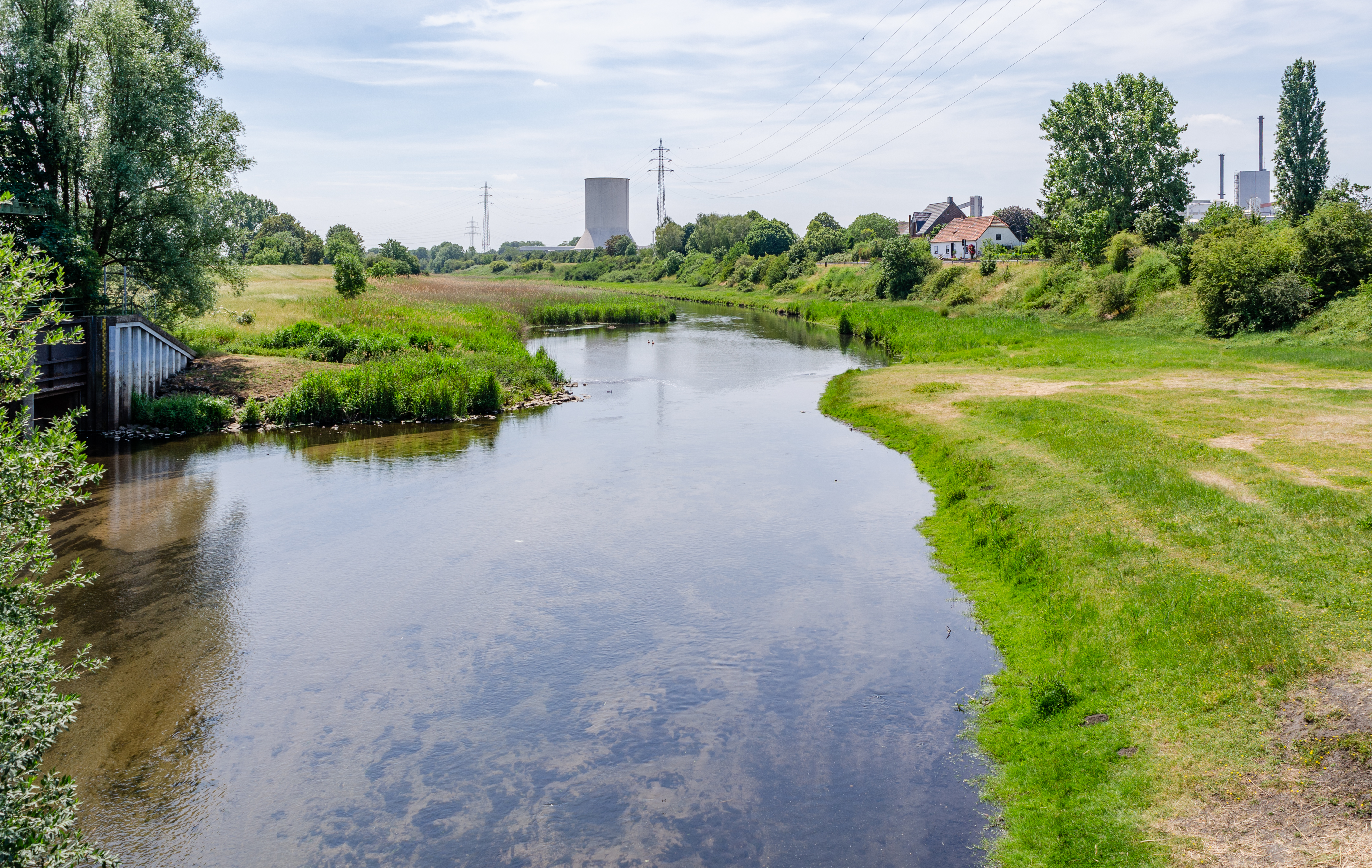
Oude Rijnarm
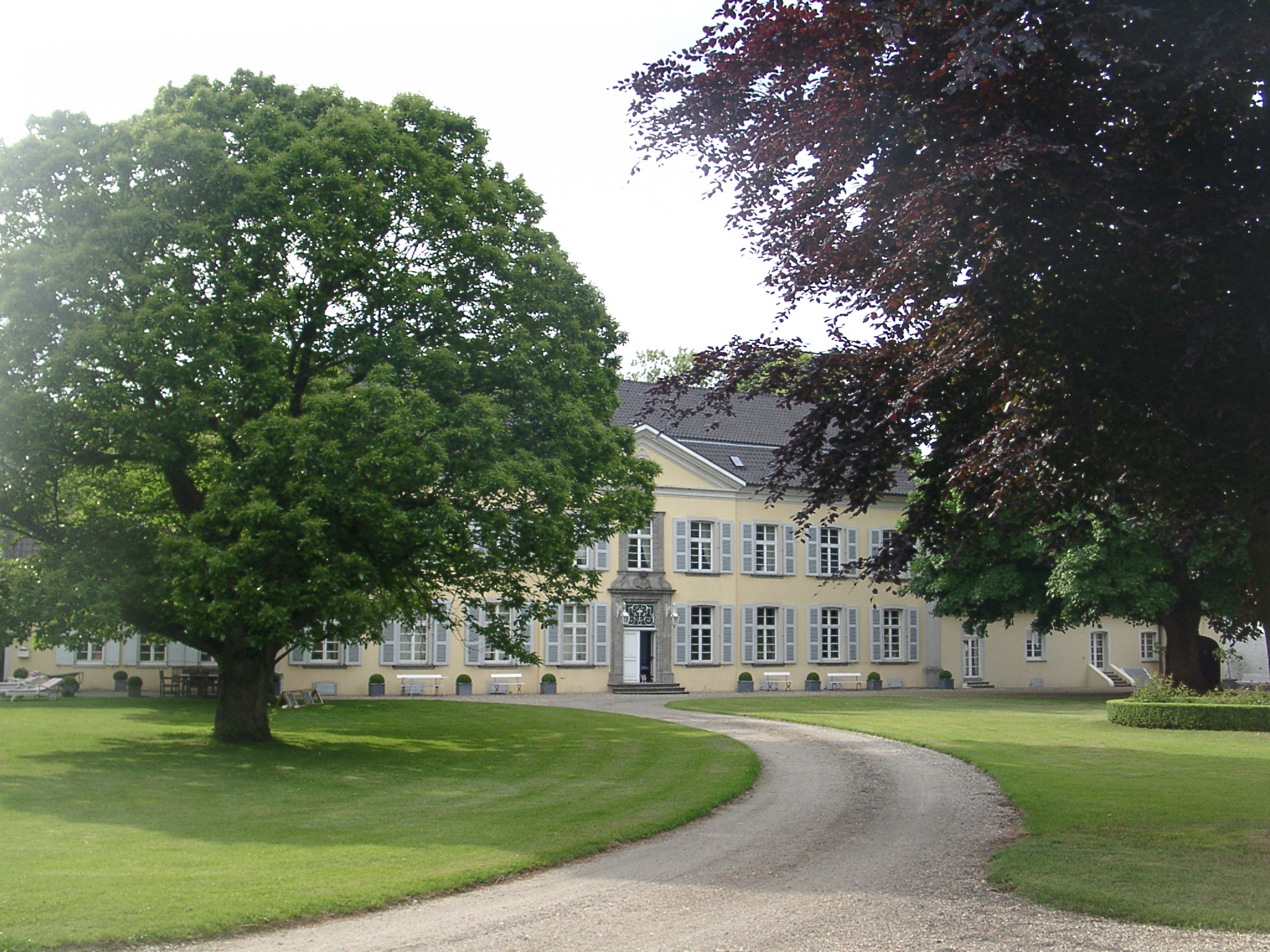
Kasteel Ossenberg
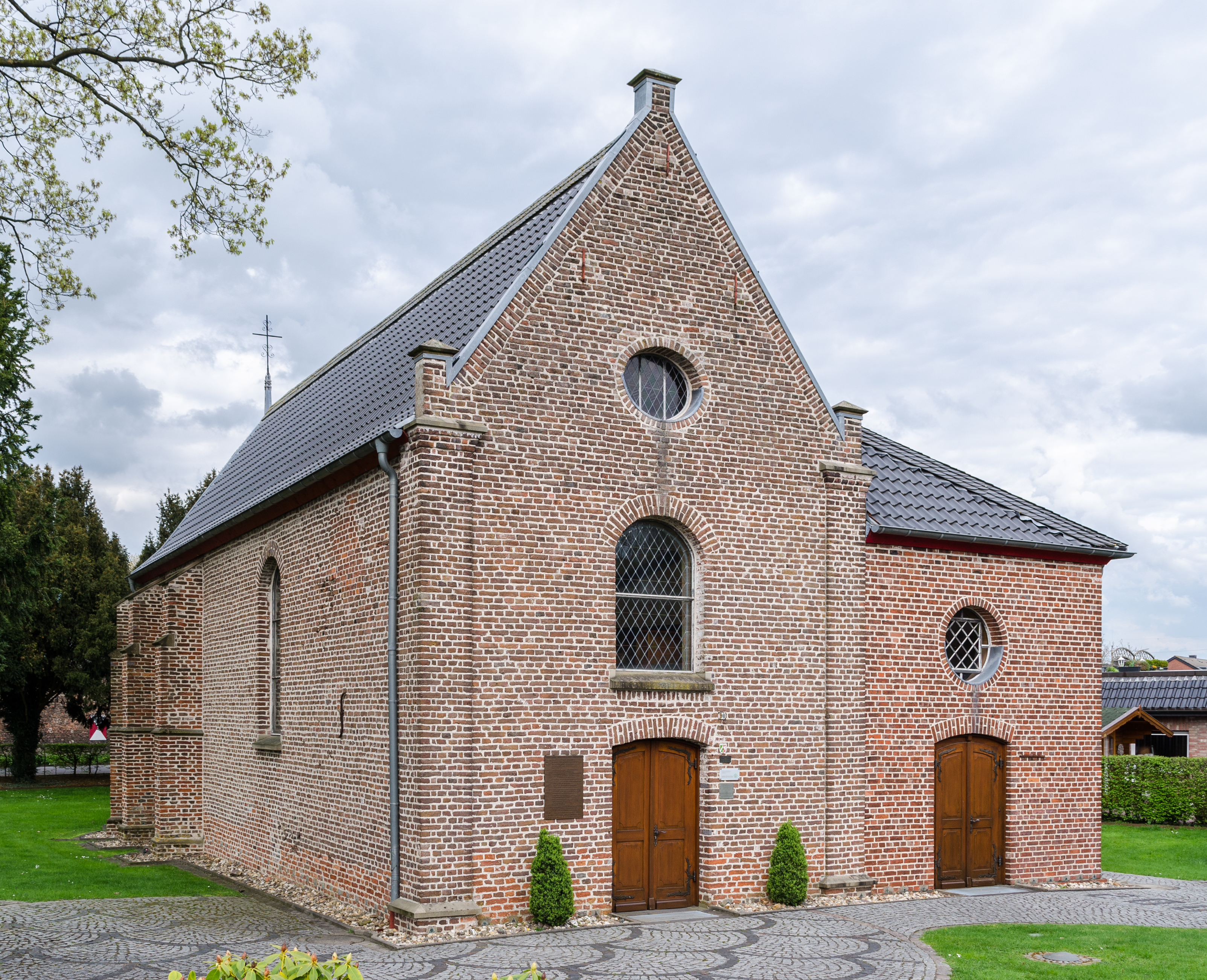
Kapel bij slot Ossenberg
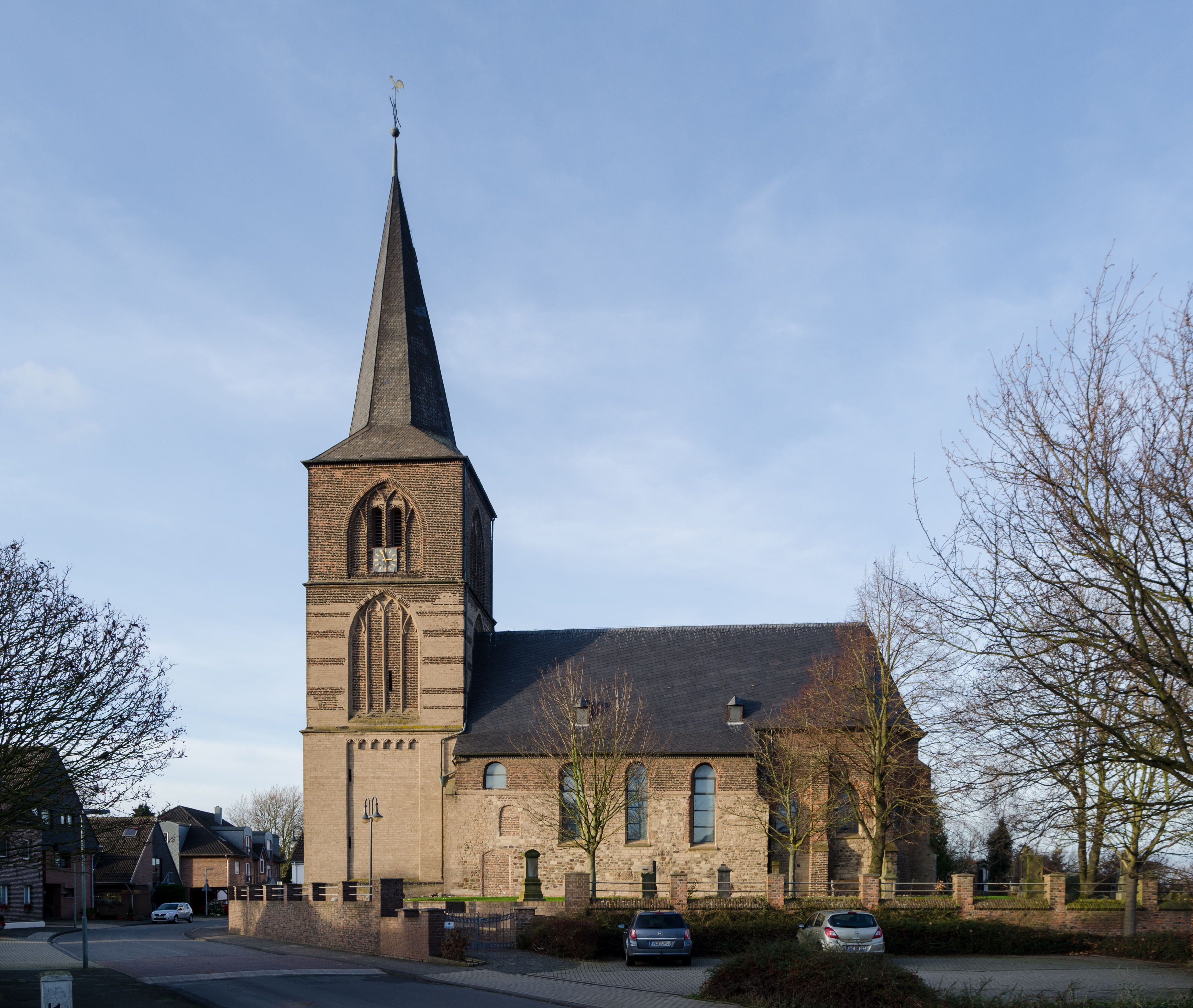
St. Lambertuskerk, Budberg
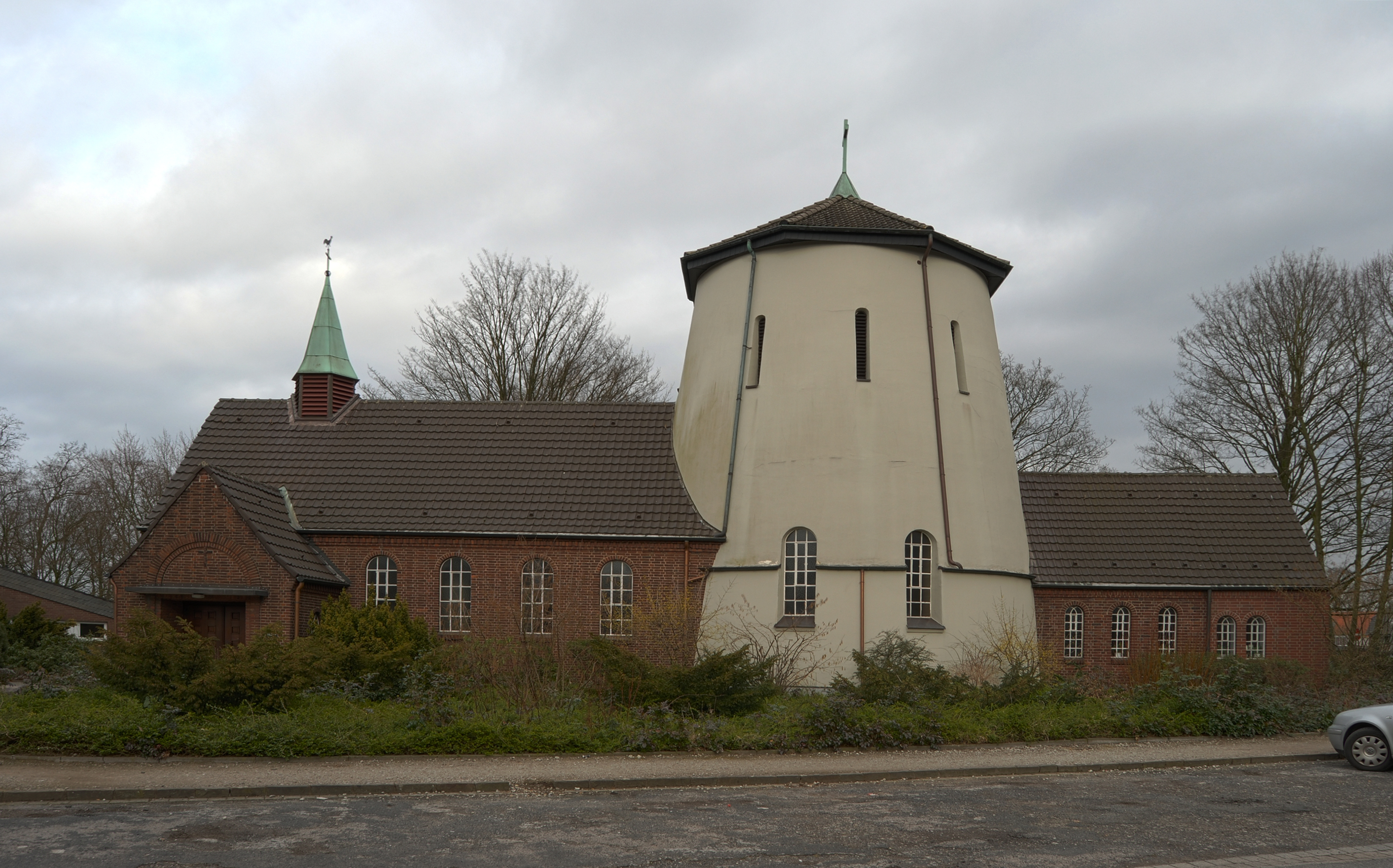
R.K. kerk te Budberg
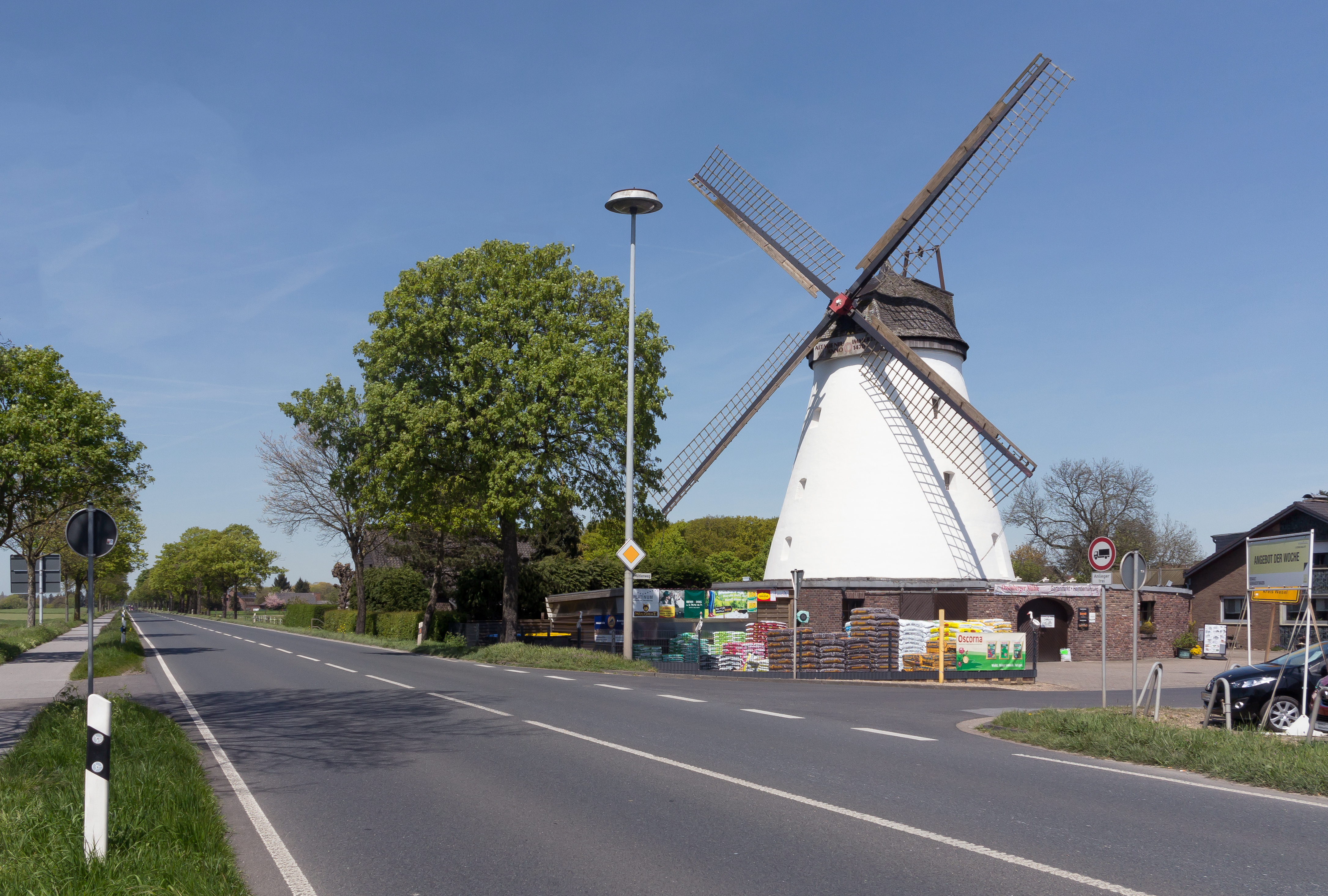
Ossenberg, molen
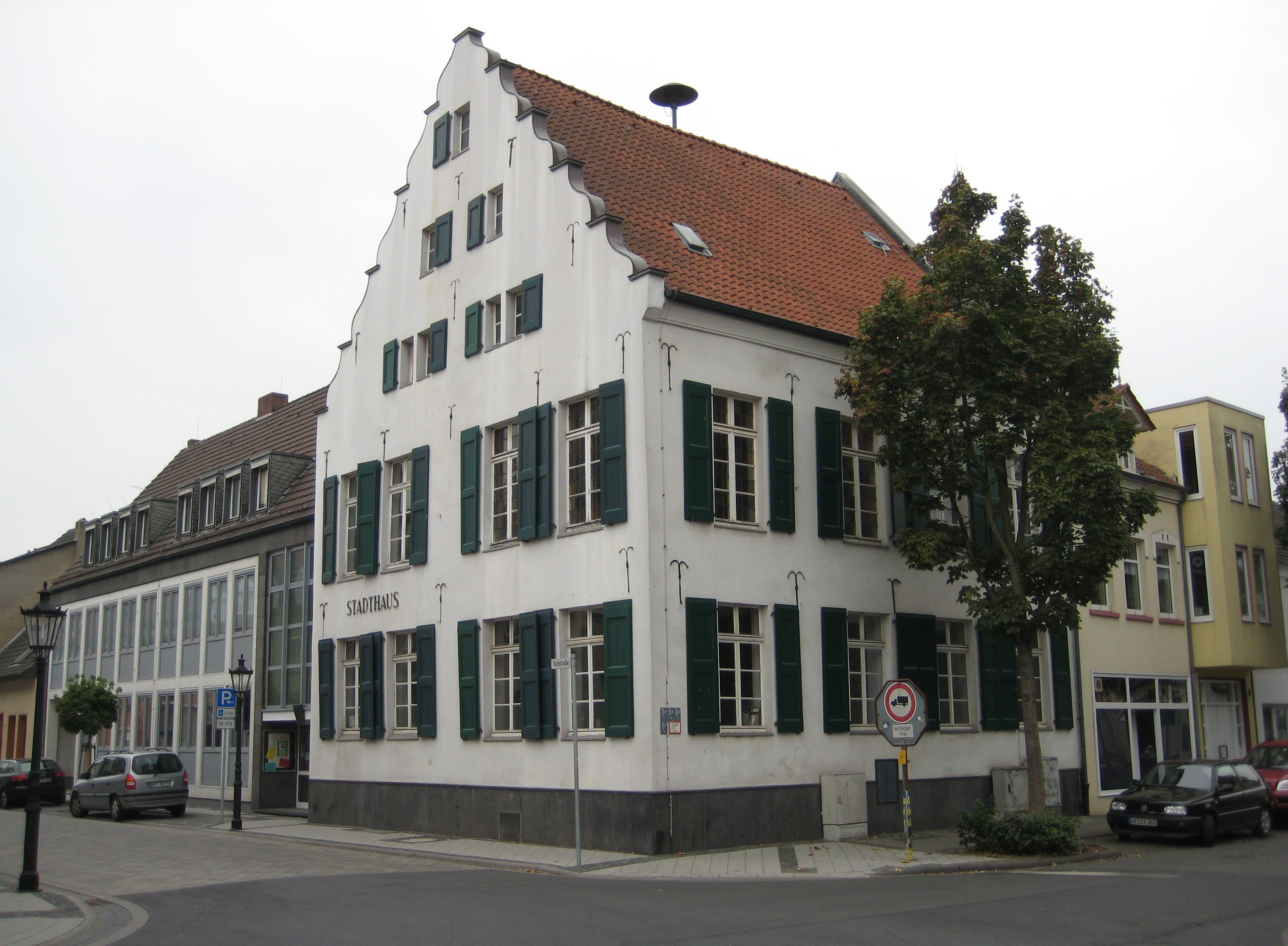
Voormalig raadhuis te Orsoy (1600)
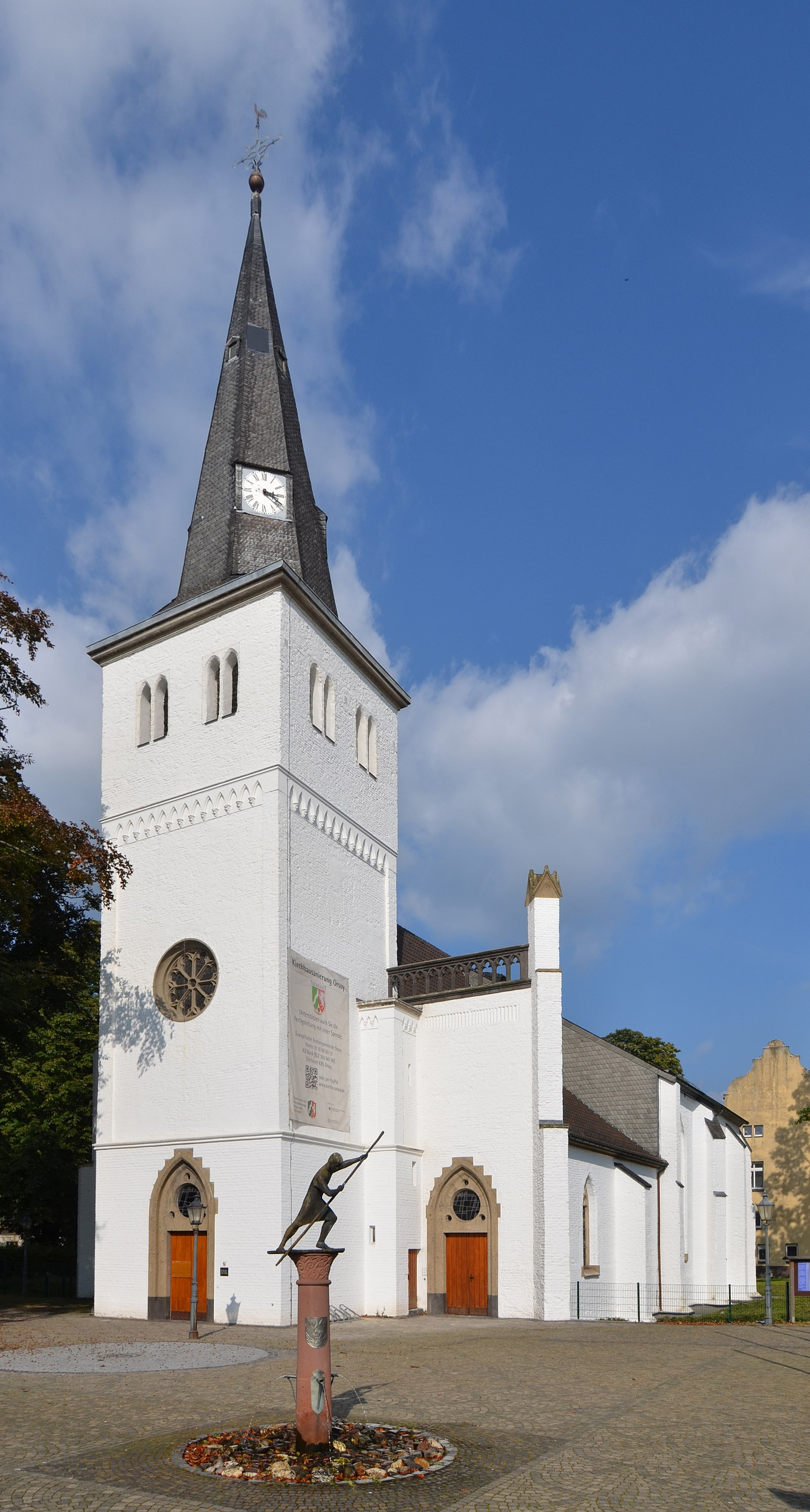
Evang. lutherse kerk te Orsoy
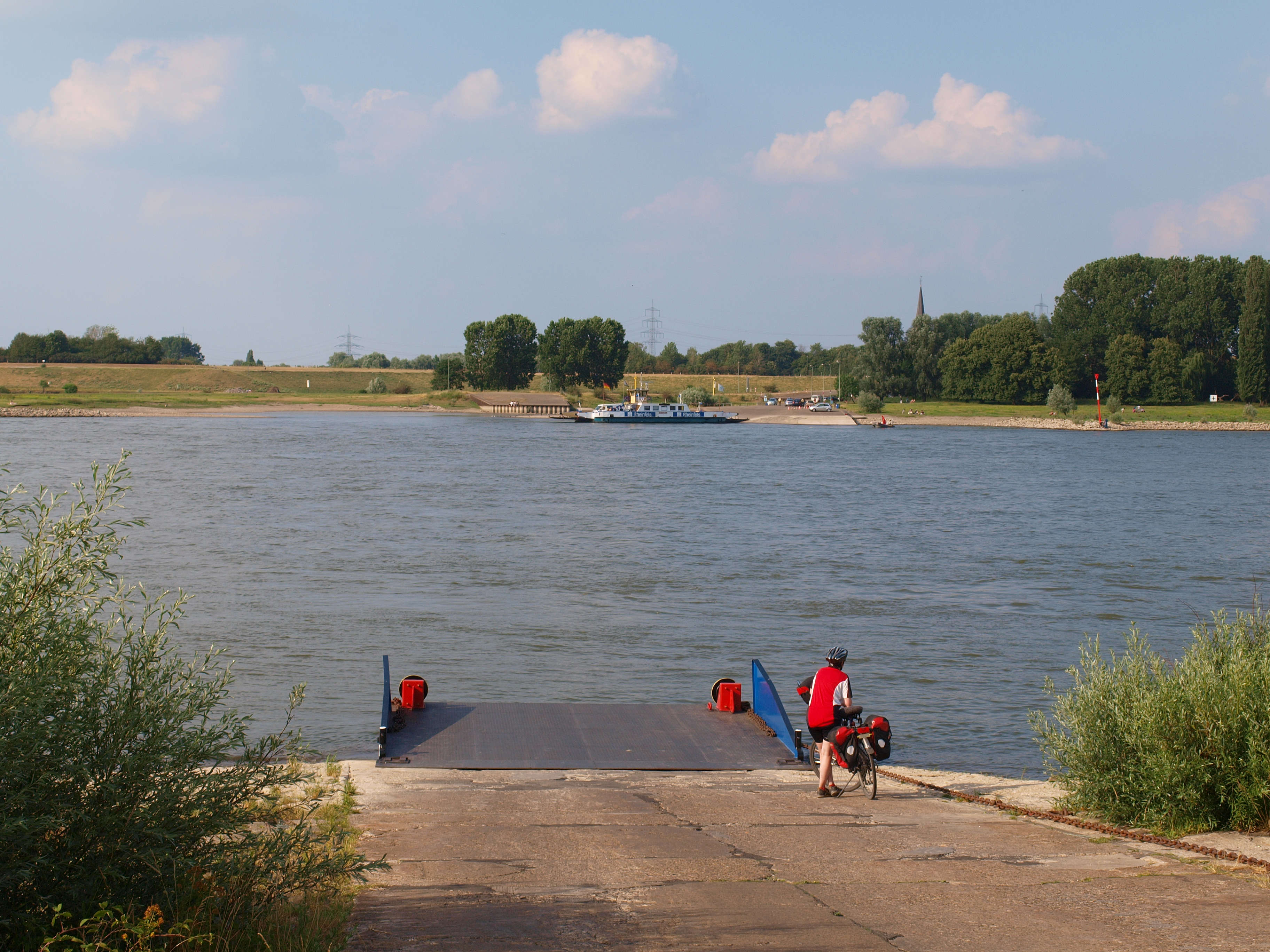
Veer Rheinberg-Orsoy

Alpen · Dinslaken · Hamminkeln · Hünxe · Kamp-Lintfort · Moers · Neukirchen-Vluyn · Rheinberg · Schermbeck · Sonsbeck · Voerde · Wezel · Xanten
Beleg van Rijnberk (1586-90) · 
Beleg van Rijnberk (1597) ·
Beleg van Rijnberk (1598) · 
Beleg van Rijnberk (1601) · 
Beleg van Rijnberk (1606) · 
Beleg van Rijnberk (1633)